# Поникаров, Василий Андреевич
Васи́лий Андре́евич Поника́ров (укр. Василь Андрійович Понікаров; 26 августа 1929, с. Долинское — 16 мая 2014, Одесса) — советский и украинский художник, член Национального союза художников Украины (1971), заслуженный художник Украины (2005).

## Биография
Родился Василий Поникаров 26 августа 1929 года в селе Долинское Одесской области. Детство пришлось на годы Второй мировой войны. Закончив 7 классов школы, покинул родное село. После окончания войны продолжил обучение сначала в Тираспольском педагогическом училище им. А. С. Макаренко (1947—1948), а далее — в Одесском художественное училище имени М. Б. Грекова (1949—1958).
В художественном училище его педагогами были М. И. Жук, Л. Е. Мучник, Л. И. Токарева-Александрович. Леонид Евсеевич Мучник, знакомясь с работами Василия, посоветовал: «Тебе необходимо писать акварелью. По-моему, это — твоё».

Поникарова призвали на действительную военную службу после первого курса училища. Службу он проходил в Евпатории. Воинская часть, где служил Василий, оценила талант молодого художника, поручив ему заниматься всей наглядной агитацией. Одарённость и высокая оценка труда художника стали причиной того, что Василий Поникаров отслужил три с половиной года вместо положенных трех. После демобилизации Василий продолжил учёбу в стенах того же художественного училища в Одессе.
Спустя три года после окончания училища Василий Поникаров становится студентом Московского полиграфического института (1961—1970). В эти годы его преподавателями стали Ю. К. Бурджелян, Б. А. Шолохов, Г. Т. Горощенко. Вступление Василия в Союз художников СССР (1971) рекомендовали К. М. Ломыкин, заслуженный художник УССР Н. А. Шелюто, А. Л. Яковлев, отметившие существенный рост мастерства художника после выпуска из института. Багаж Василия Поникарова уже составляли работы, неоднократно выставлявшиеся в различных экспозициях на просторах СССР.
Начиная с 1980 года, Василий Поникаров писал картины в путешествиях на теплоходе «Фёдор Шаляпин», работая на нём штатным художником. Так появились картины, на которых художник изобразил увиденное в Италии, Франции, Испании, Турции, Египте, Германии.
В.А. Поникаров скончался 16 мая 2014 года, похоронен в Одессе на Втором христианском кладбище.

## Творчество
Пейзаж и натюрморт — жанры, которым Поникаров отдавал предпочтение. Писал он «по-мокрому», по заранее увлажнённому листу, что лишает мазки красок жёсткости. Художник работал «чистой» акварелью, не комбинируя акварель с другими техниками, исключая использование белил для получения белого цвета. Белый цвет — это неокрашенная бумага.
Среди пейзажей Поникарова много работ, запечатлевших Одессу и её окрестности, поскольку почти вся жизнь художника связана с этим регионом. Примеры таких работ: «Аркадия» (1984), «В одесском дворике» (1984), «Зима на Большом Фонтане» (1986), «Одесса. Пролетарский бульвар» (1986), «Ильичевск. Маяк» (1986). При этом, многие акварели Василий создавал в поездках по советским республикам и за границу: «Домбай» (1972), «Карельские сосны» (1975), «Озеро в Седневе» (1980), «Кавказские берёзки» (1981), «Розлучь. Карпаты» (1983), «Голосеево. Пруды» (1984), «Вилково» (1987). В путешествиях, которые служили художнику источником новых впечатлений были написаны циклы произведений «Памятники старины», «Канал Днепр-Донбасс», «Пушкинский заповедник», «В Гурзуфе». Циклы картин, созданных за границей содержат изображения Парижа, Рима, Лондона, Праги, Барселоны, Будапешта, Стамбула, Иерусалима и Каира.
В натюрмортах художник отводит особое место щедрым дарам природы юга Украины — сочным, спелым овощам и фруктам, ярким цветам. Акварели цветов, объединённые в серии, принесли Василию большой успех. «Королём цветов и императором подсолнухов» назвала его искусствовед из Александрии М. Шериф. Василий Андреевич работал много и постоянно над цветочными композициями, придвигая изображения вплотную к рамам картин, максимально приближая их к зрителю. Цветы он изображал в бесконтурной эскизной манере, что позволяет передать само цветение, «шелест», «запах».
Как правило, Василий Поникаров работал на натуре, заканчивая акварель за один сеанс. Часто он принимался за работу, не планируя её заранее. Так, отправляясь куда-либо на своём автомобиле, Василий мог остановиться посреди цветущего поля и приняться рисовать. Василий Андреевич, создавая несколько листов в день, за полвека творческой деятельности написал десятки тысяч работ, разлетевшихся по всему миру. Поникаров, по мнению искусствоведа Ирины Тимоховой — один из самых продуктивных художников. В этом смысле на страницах газеты «Вечерняя Одесса» Ирина Тимохова сравнивала живописца с И. К. Айвазовским.

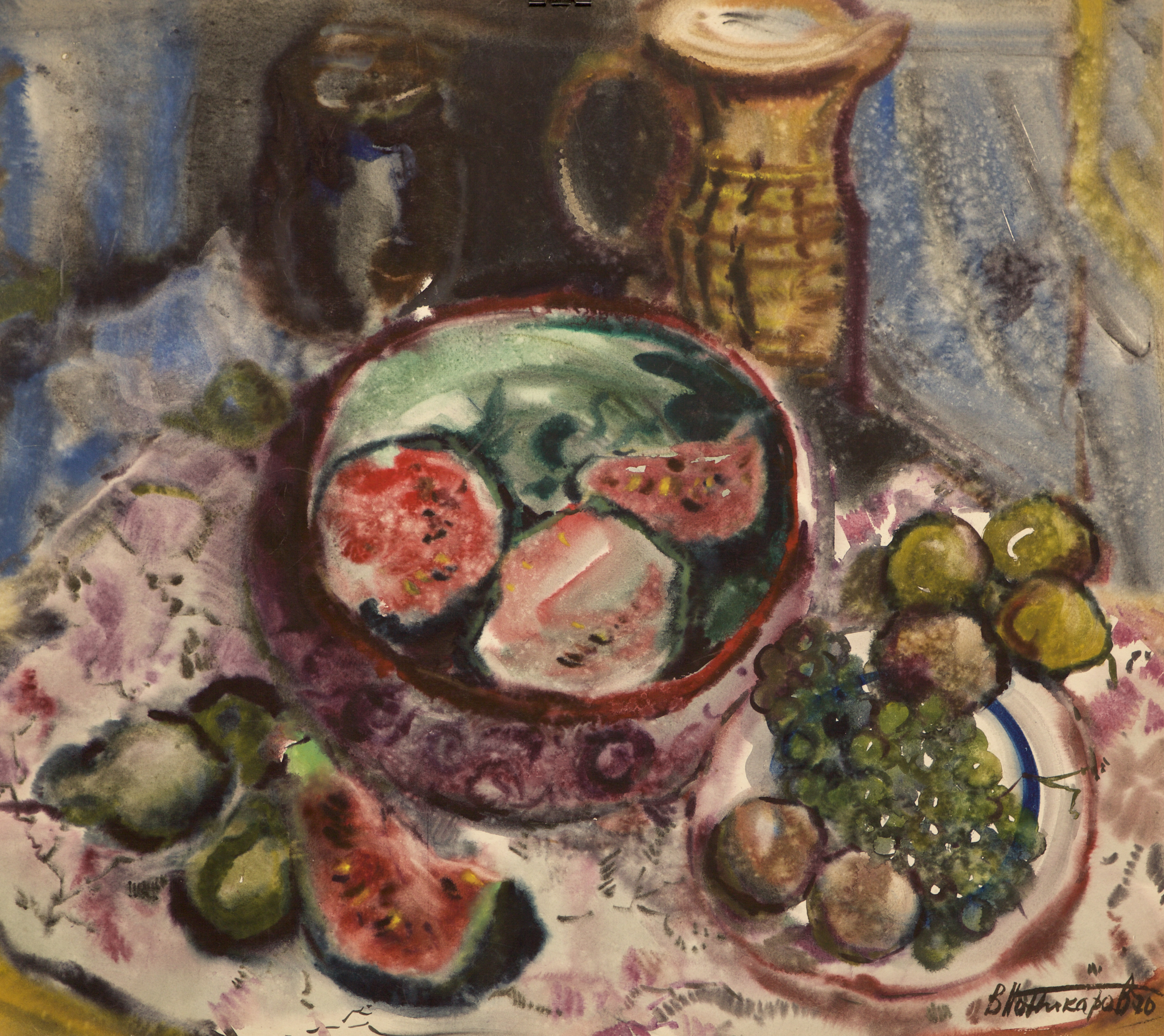
«Арбузы, виноград, груши», (75.5х68, 1970)
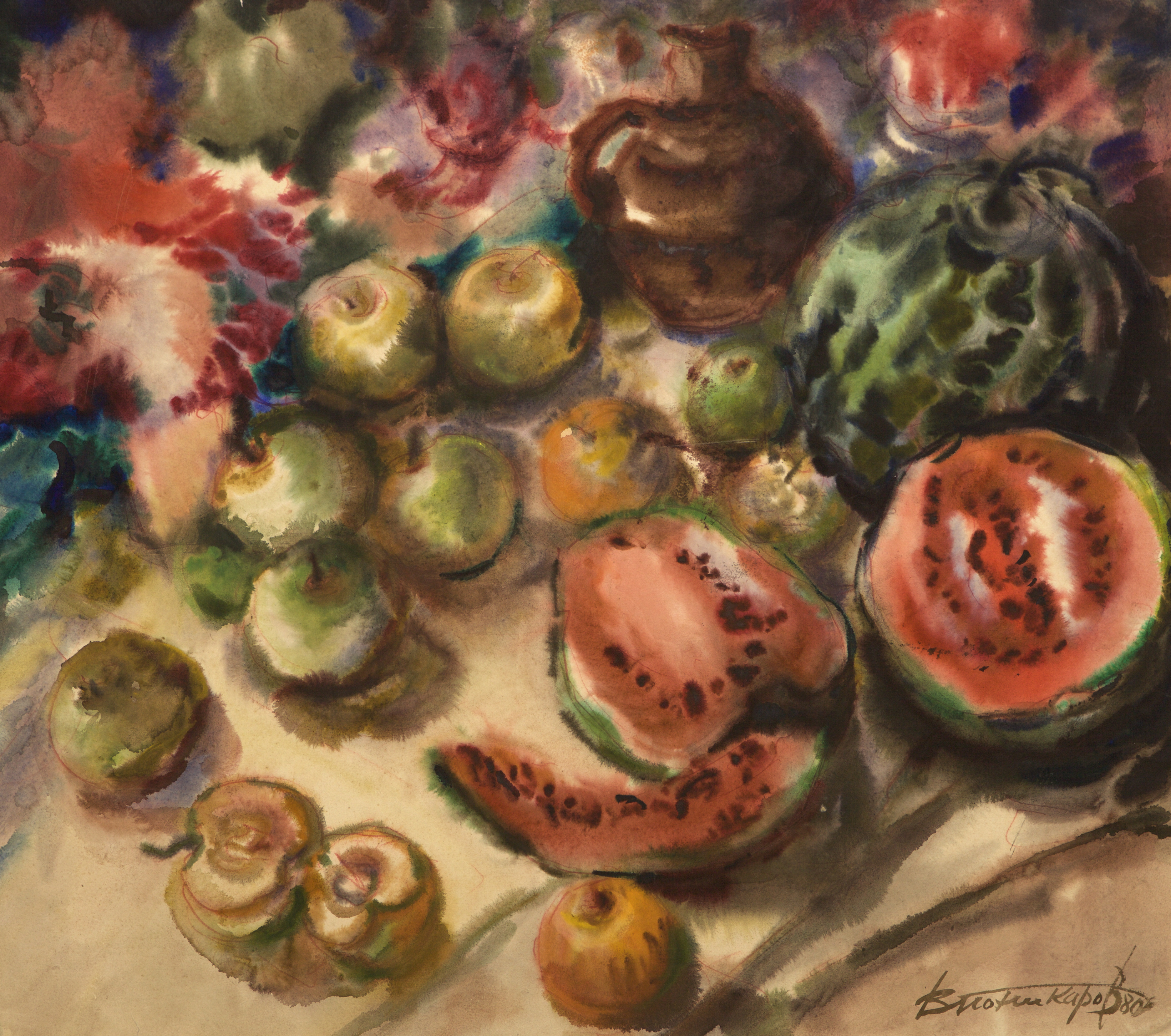
«Арбузы, фрукты», (68х61.5, 1980)
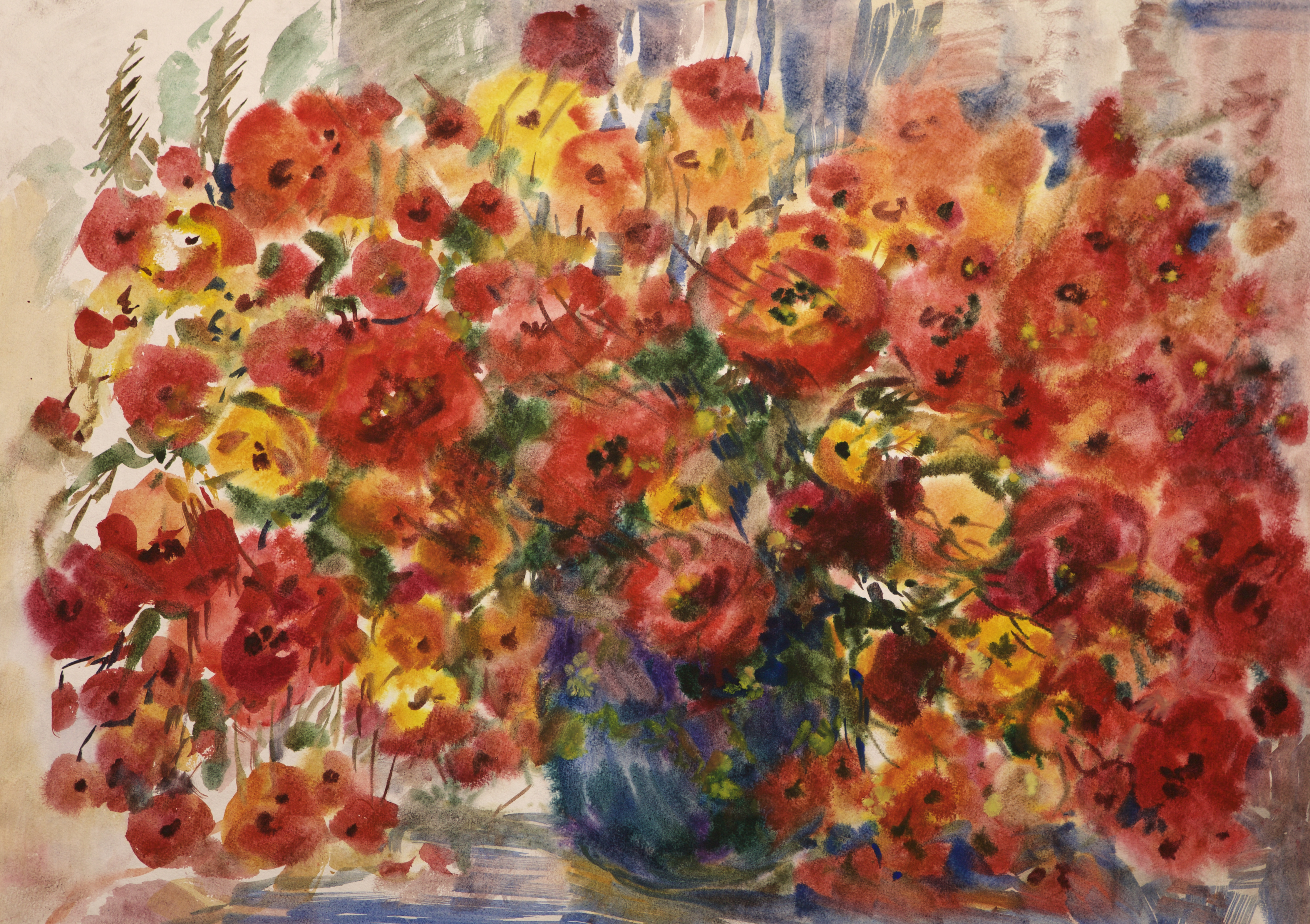
«Букет, маки», (86х60.5, 2000)
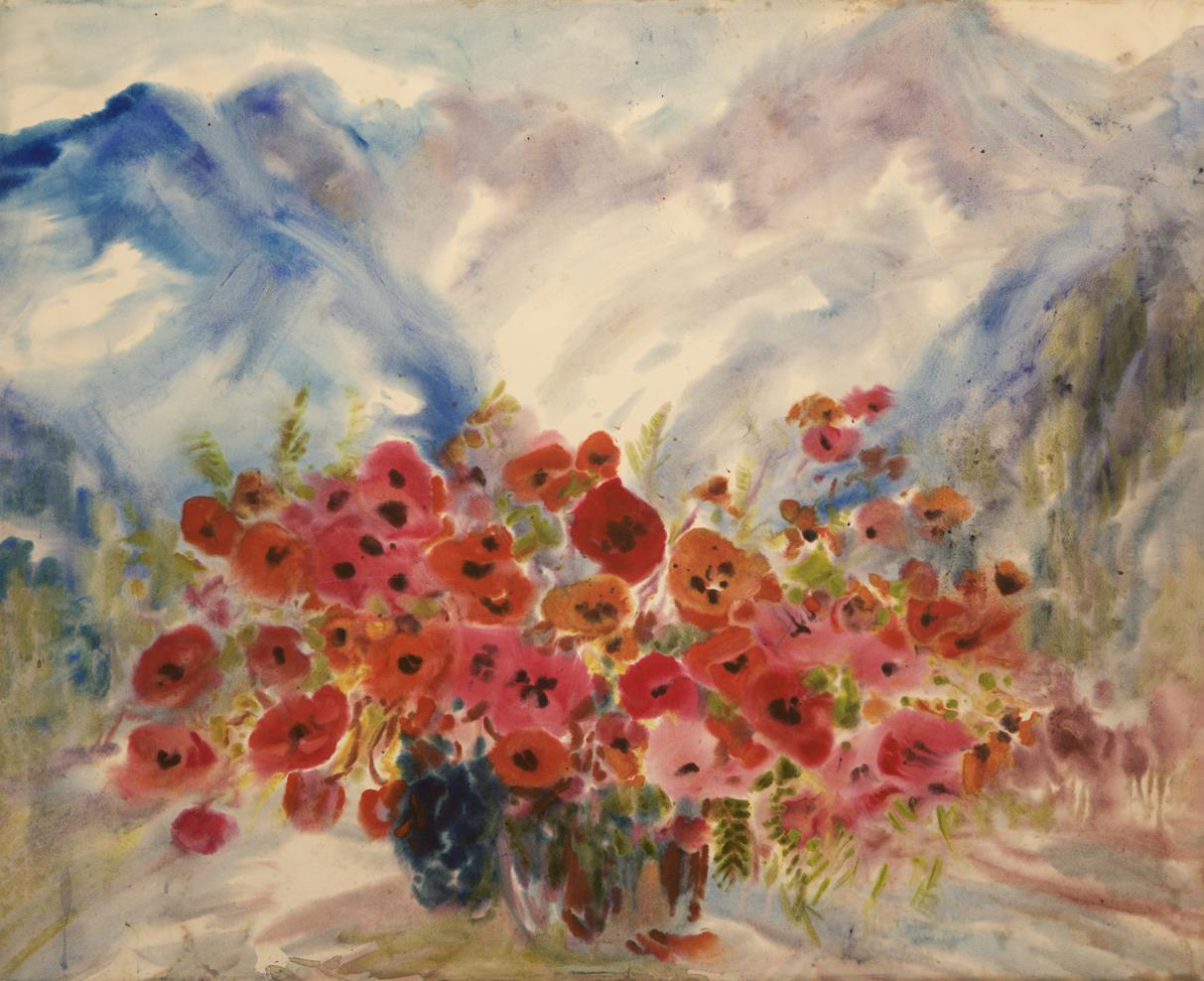
«Букет, маки, синие горы», (111.5х90, 1995)
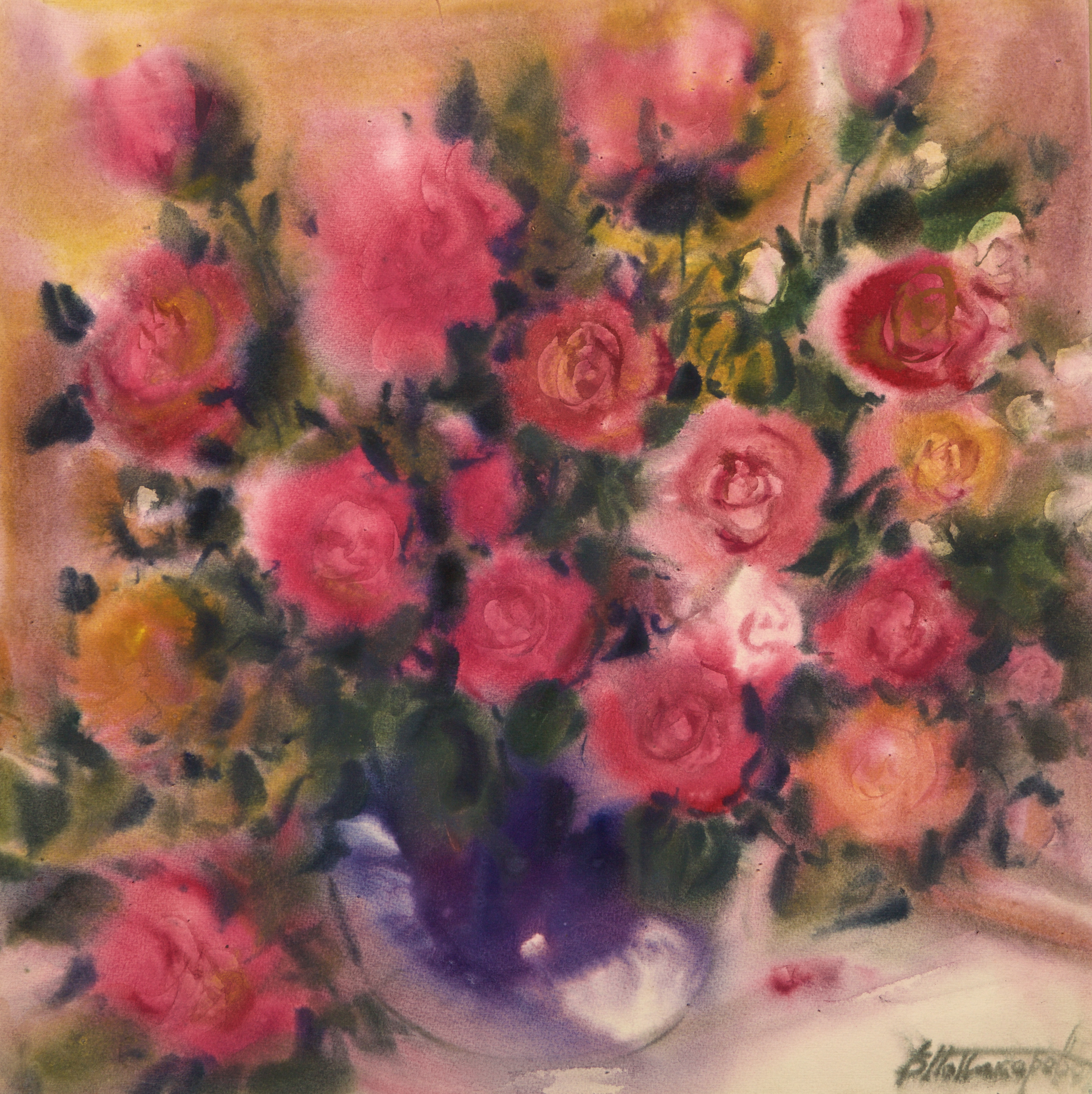
«Букет, розы», (60x60, 1993)
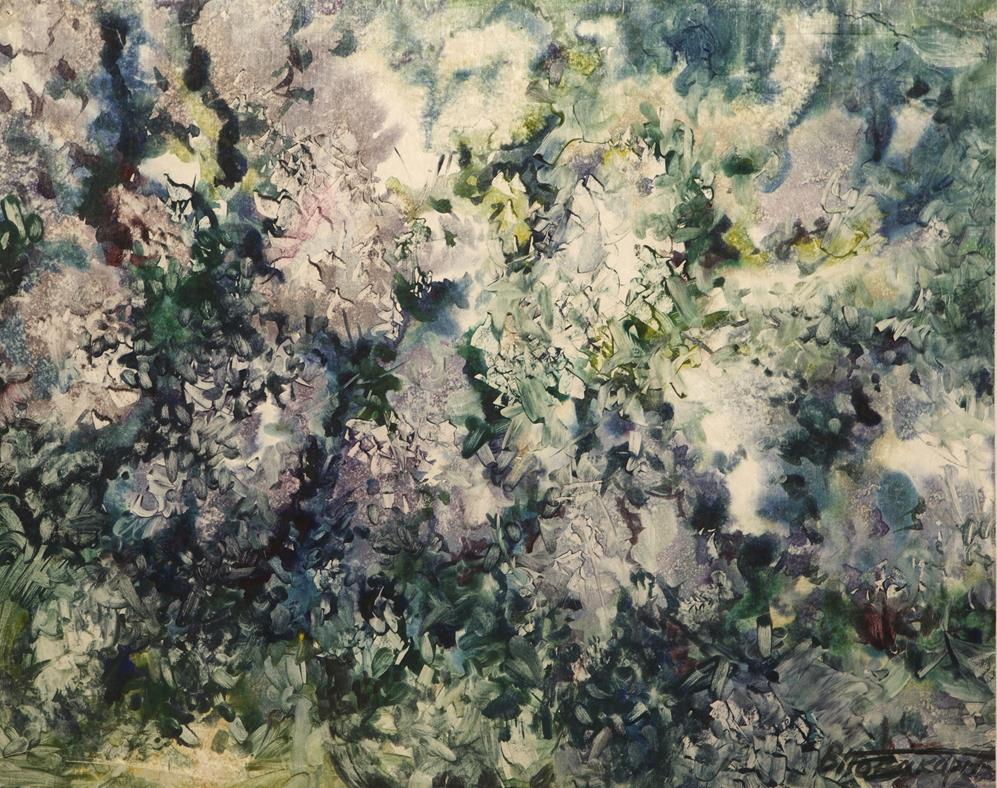
«Букет, сирень», (65х53, 2000)
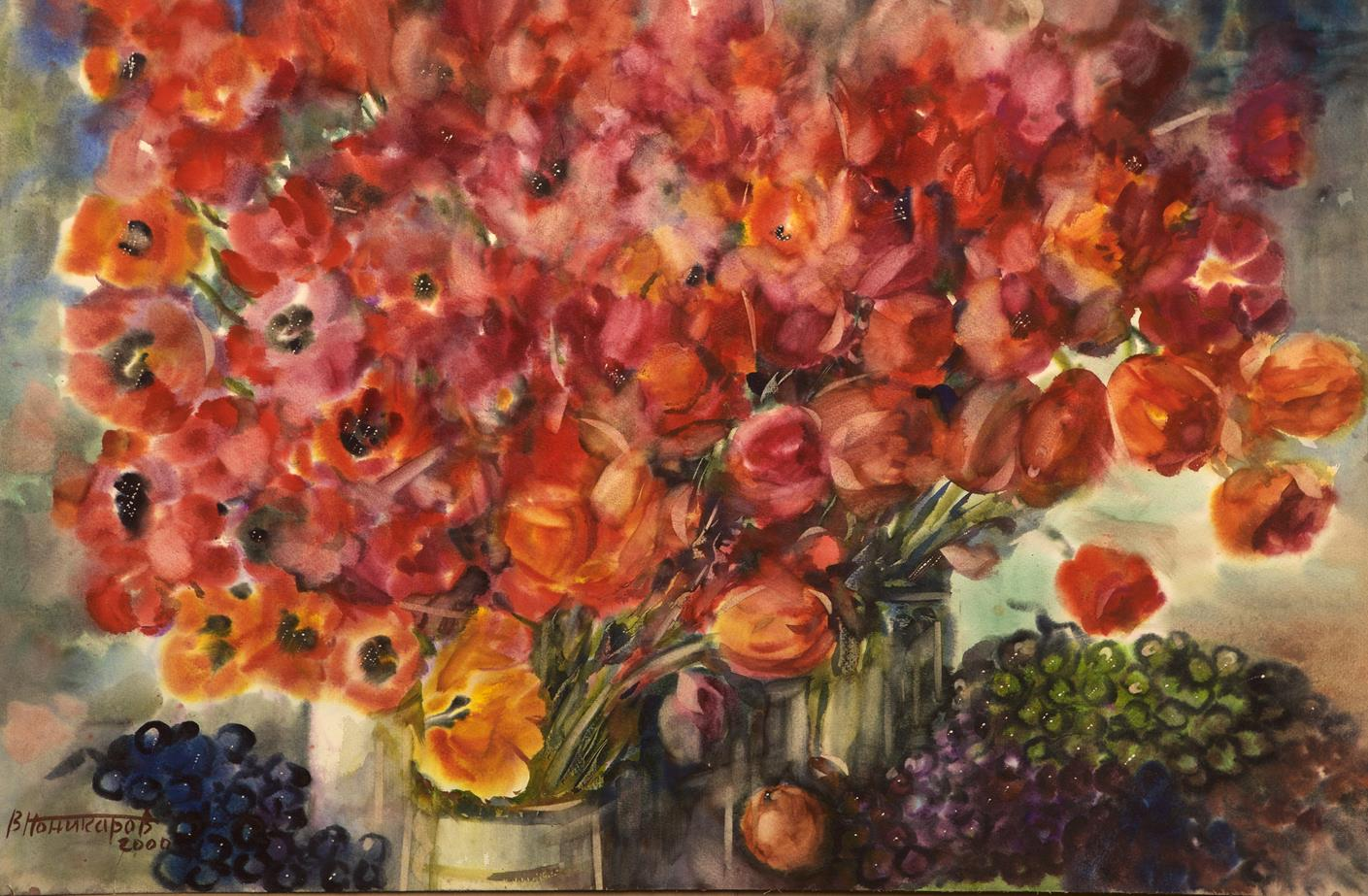
«Букет, тюльпаны, маки, виноград», (100х65.5, 2000)
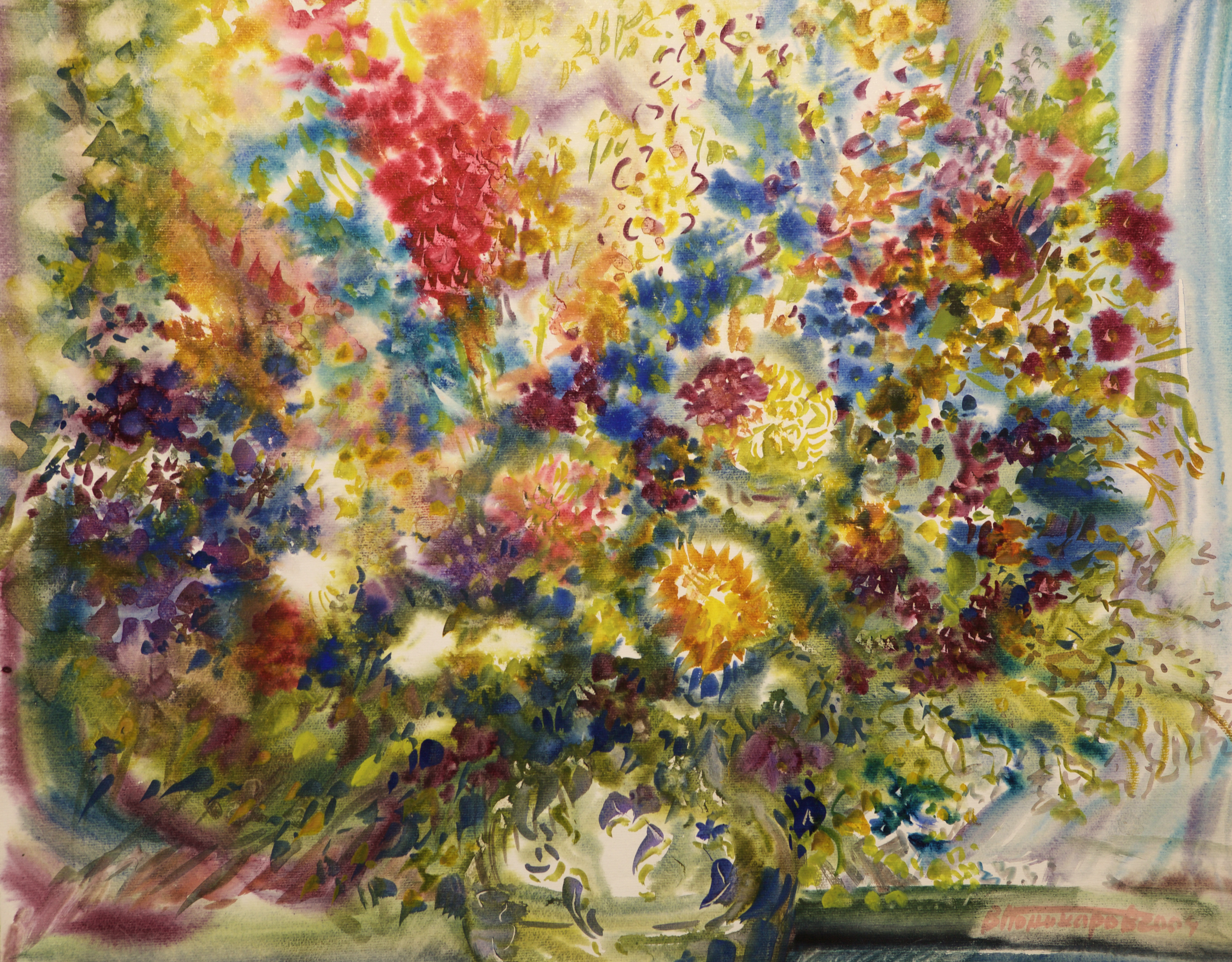
«Букет, цветы», (81х65, 2004)
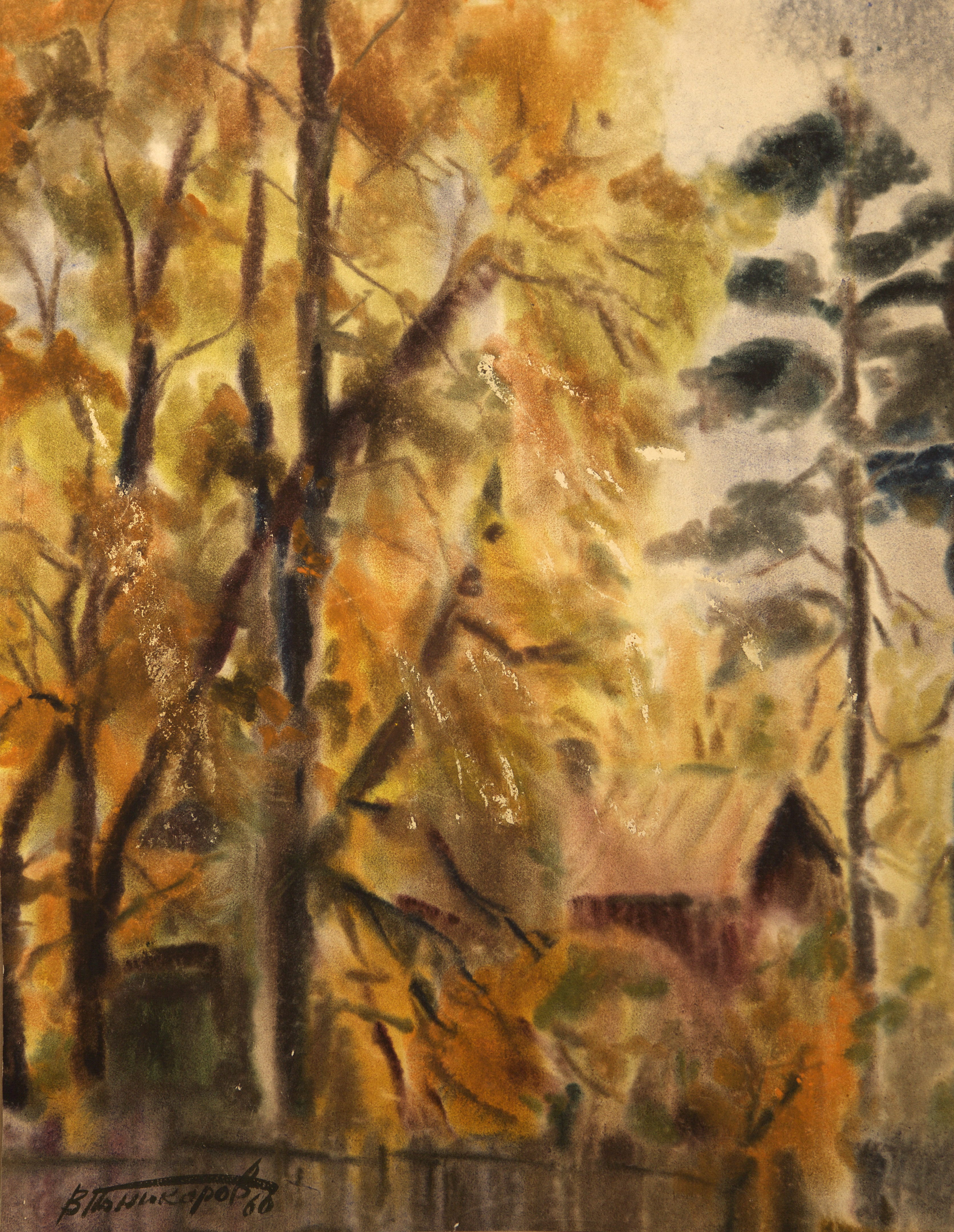
«Дерево, осень», (52×69.5, 1960)
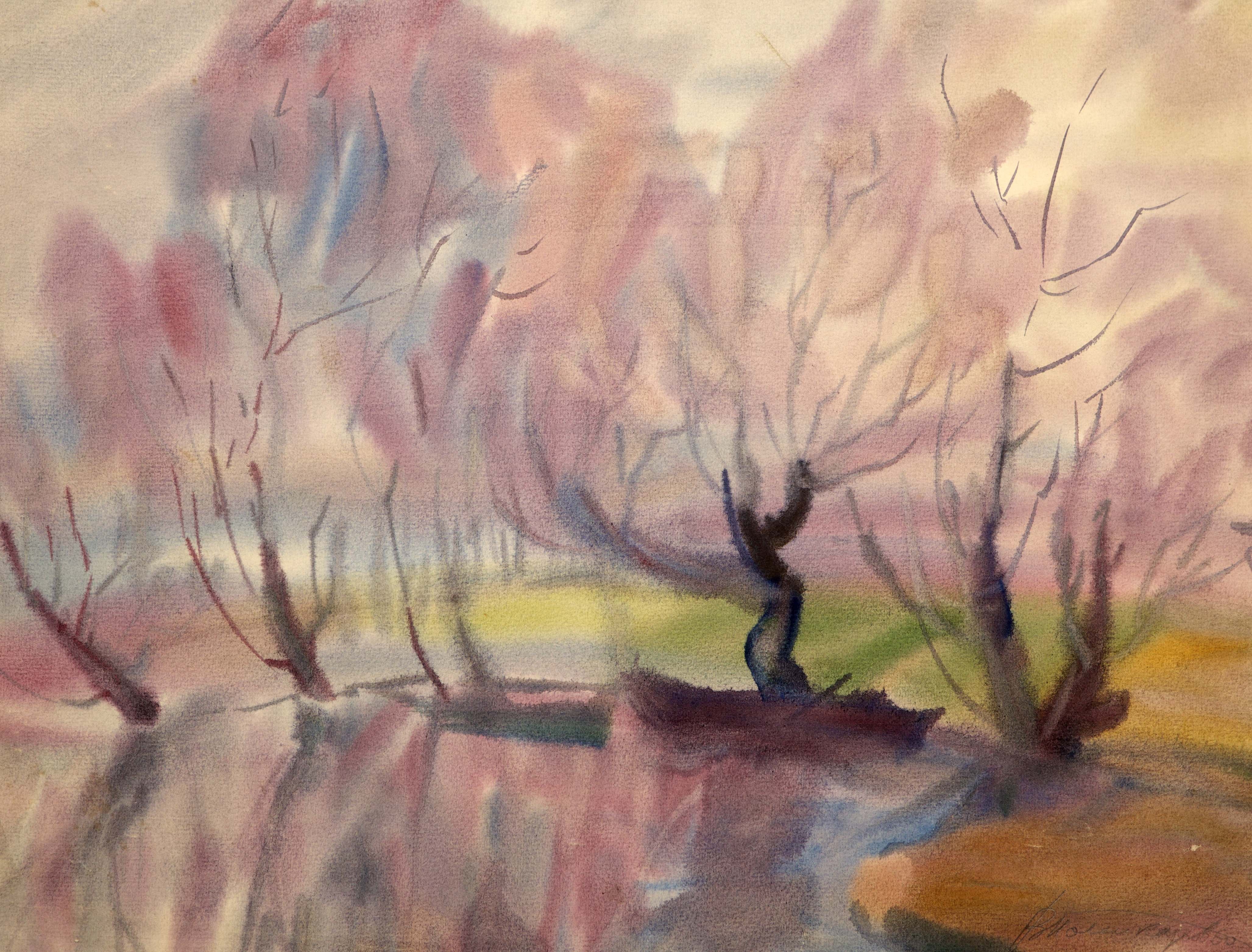
«Деревья, озеро», (47.5×36, 1960)
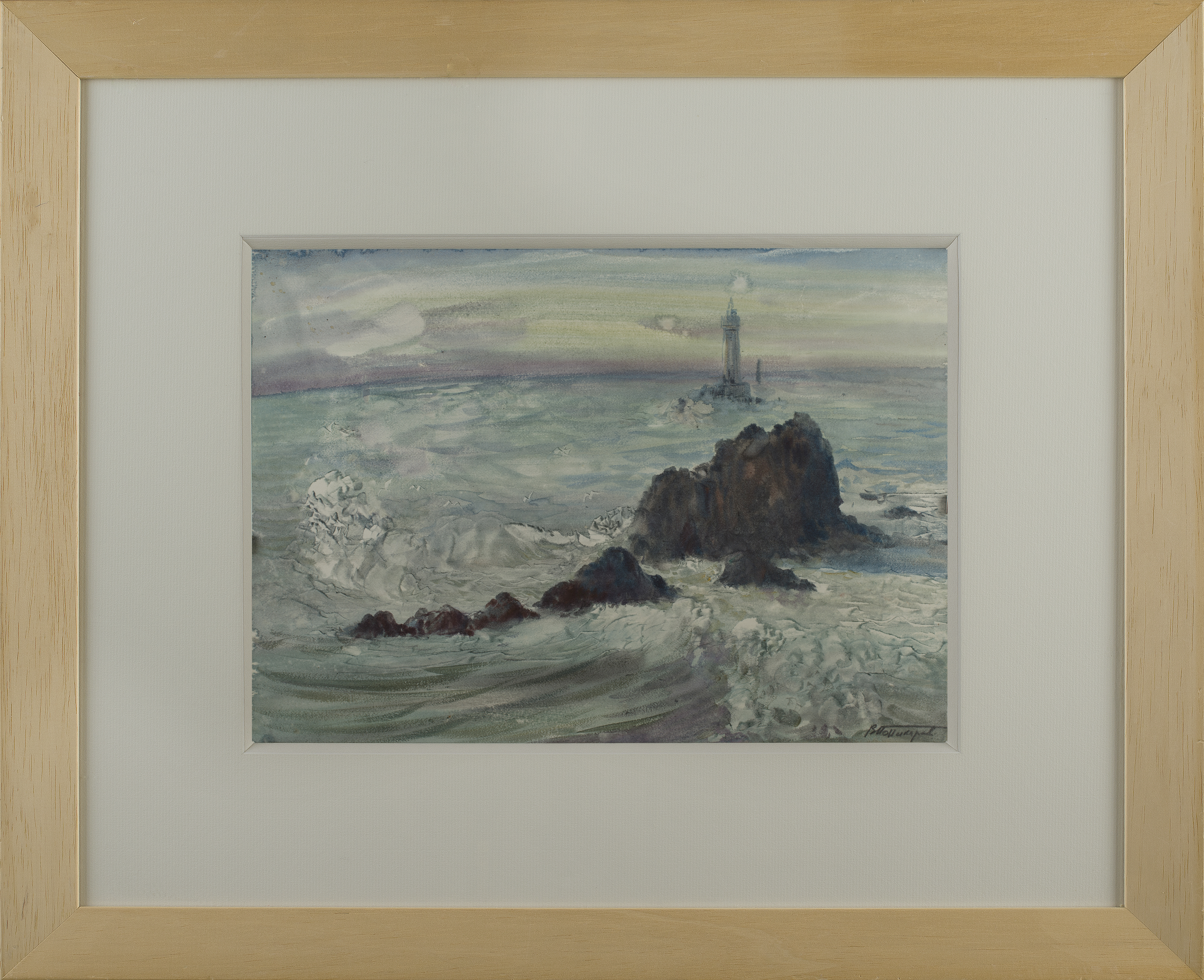
«Бретань»
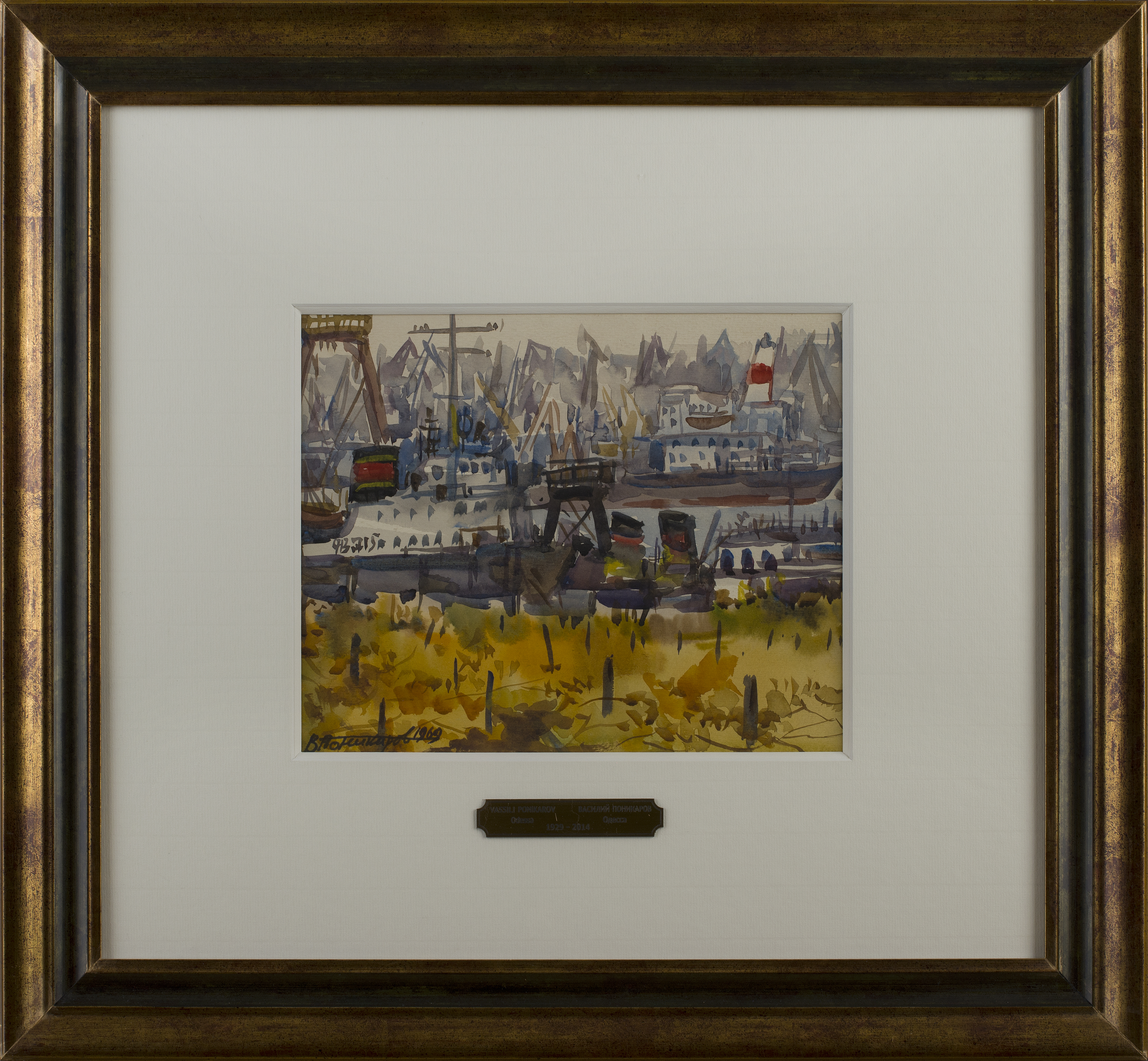
«Ильичевский порт», (1969)
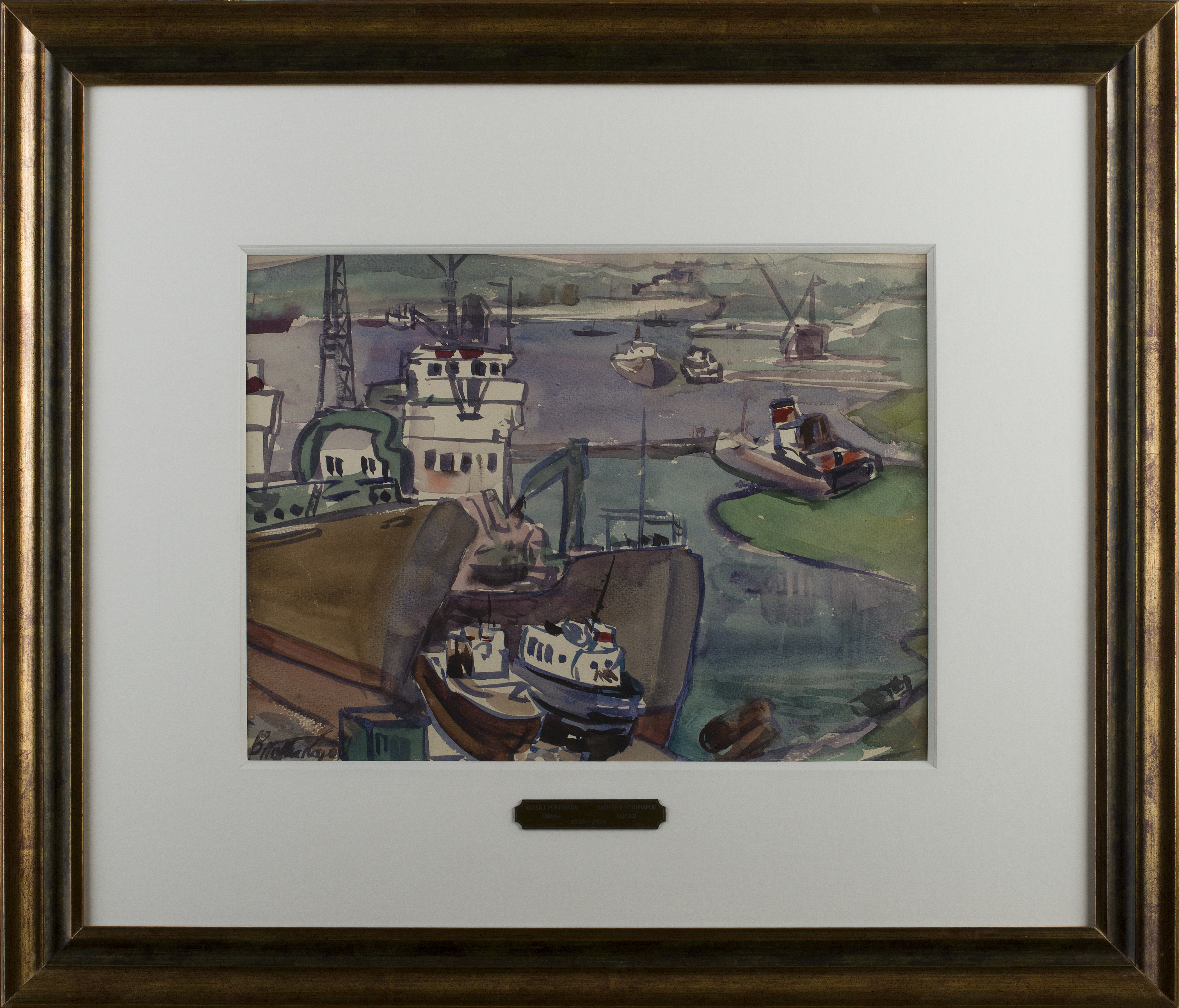
«Ильичевский порт»
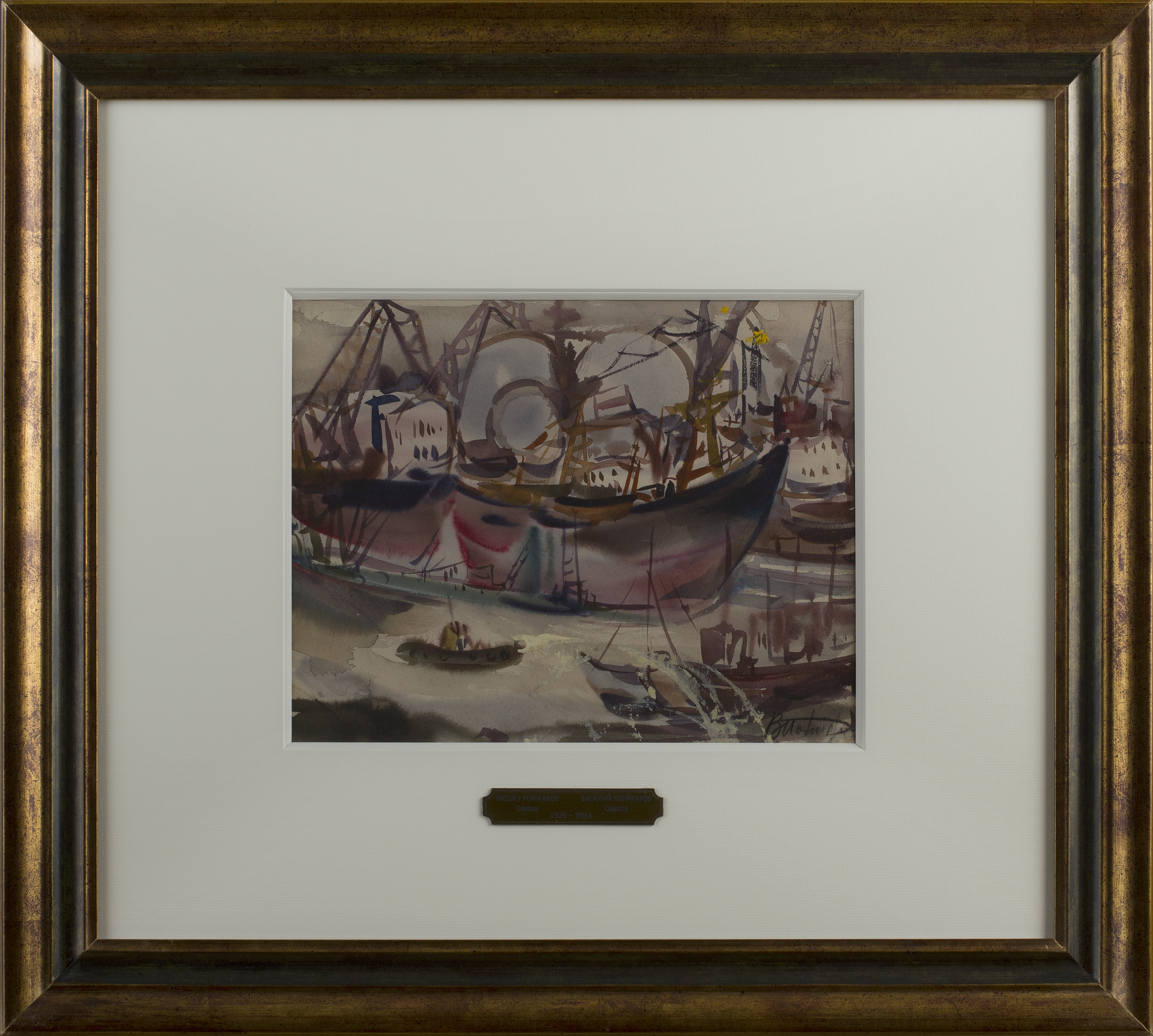
«Ильичевский порт, корабли»
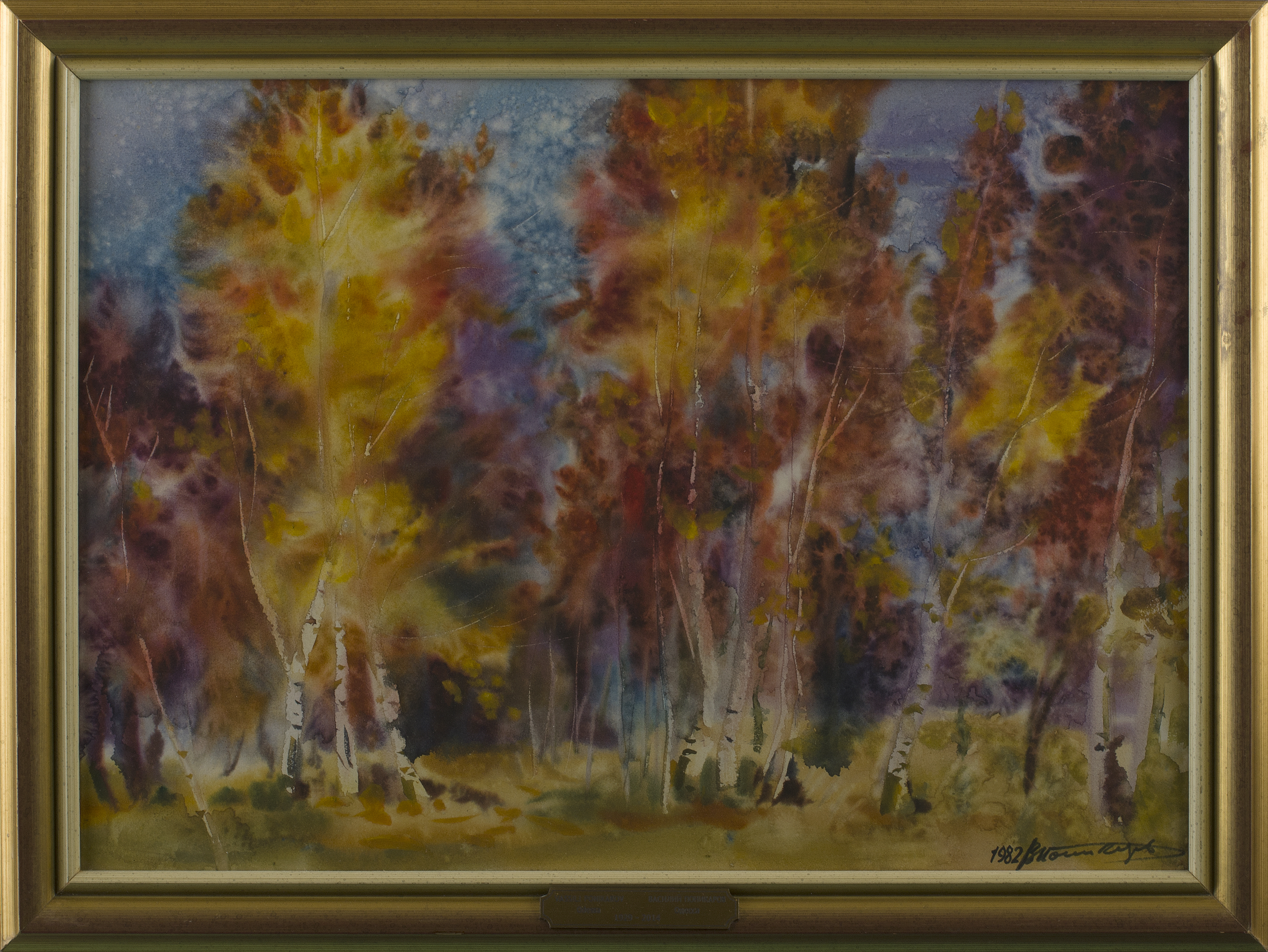
«Лес», (1982)
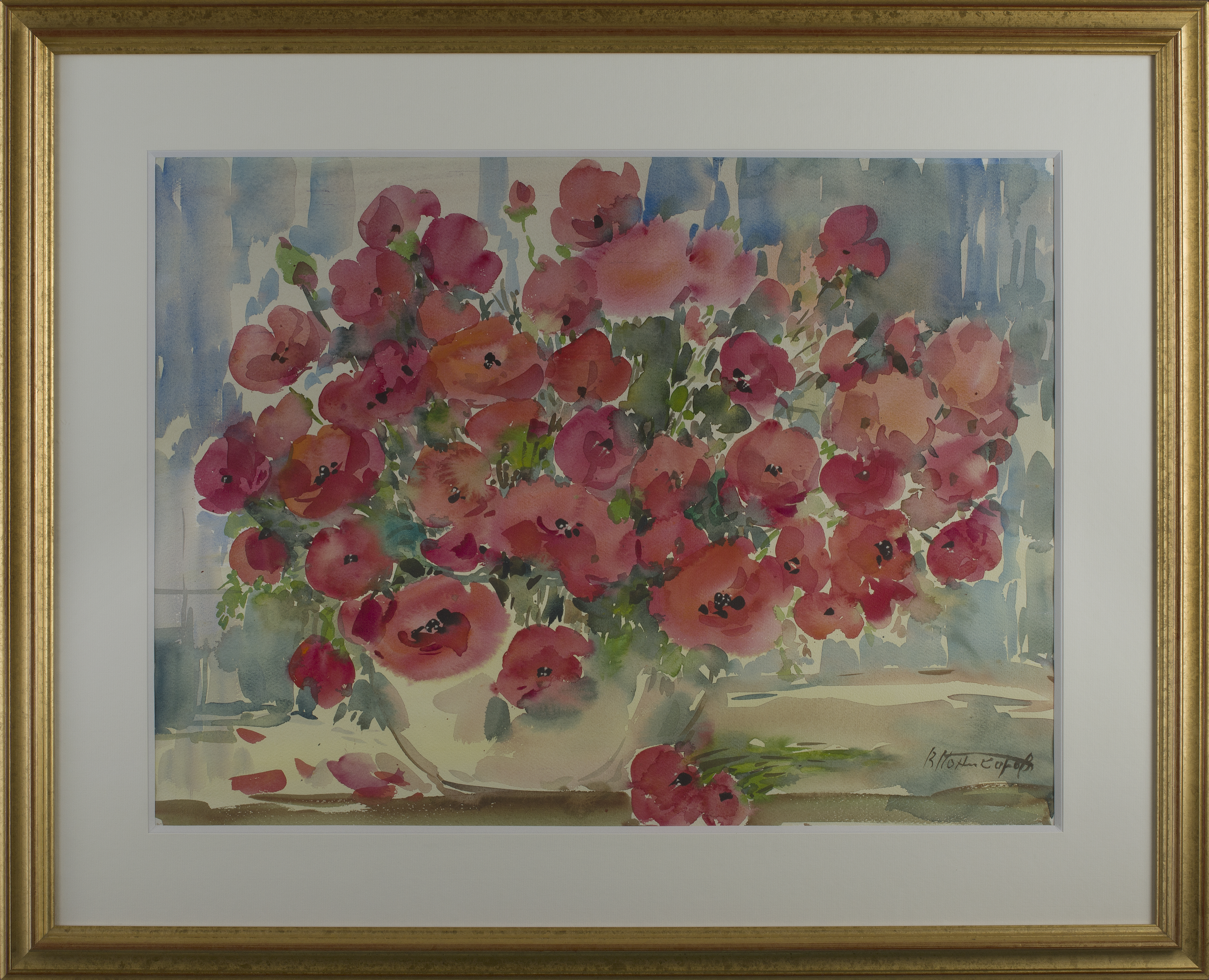
«Маки»
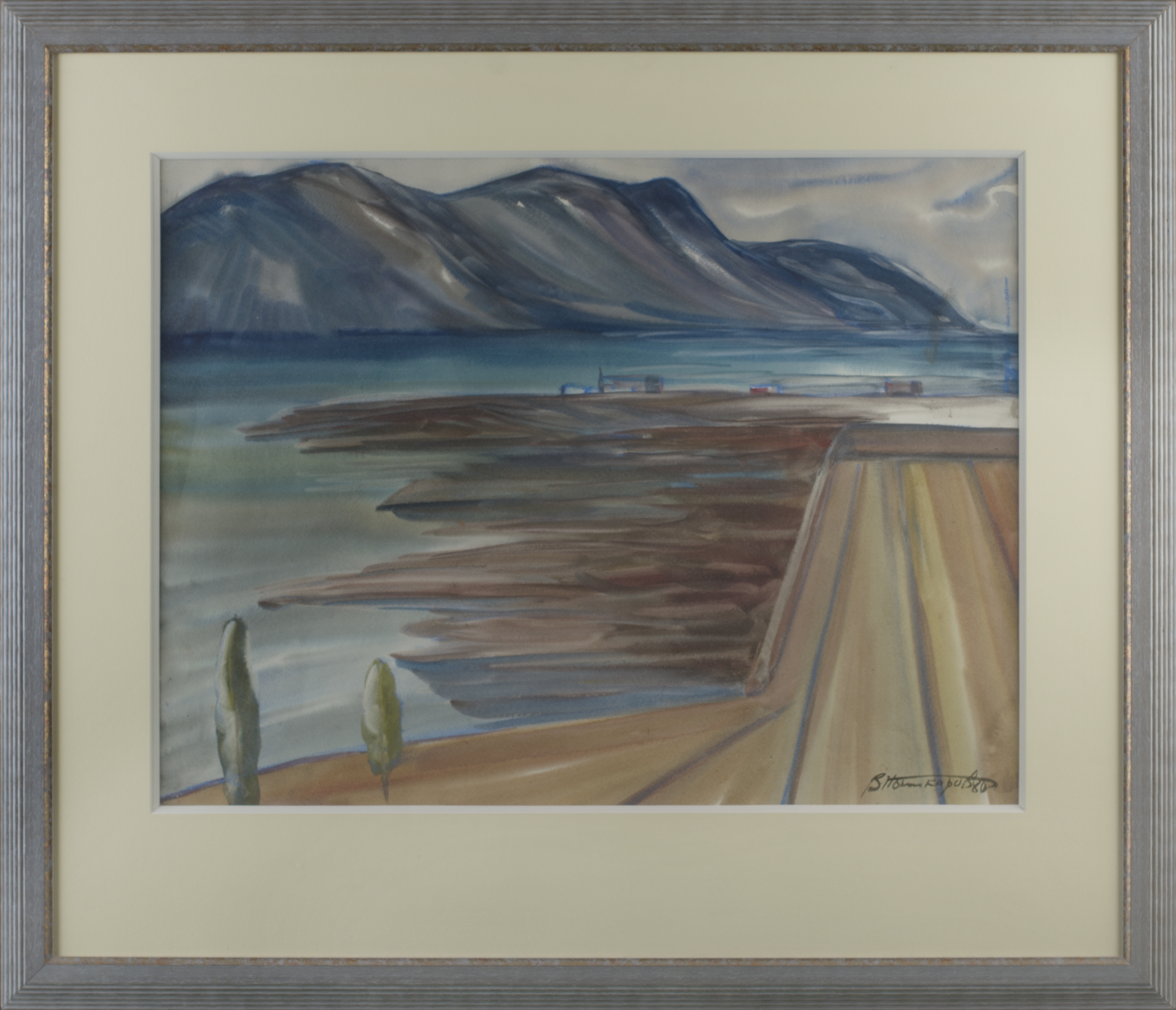
«Морской пейзаж», (1980)
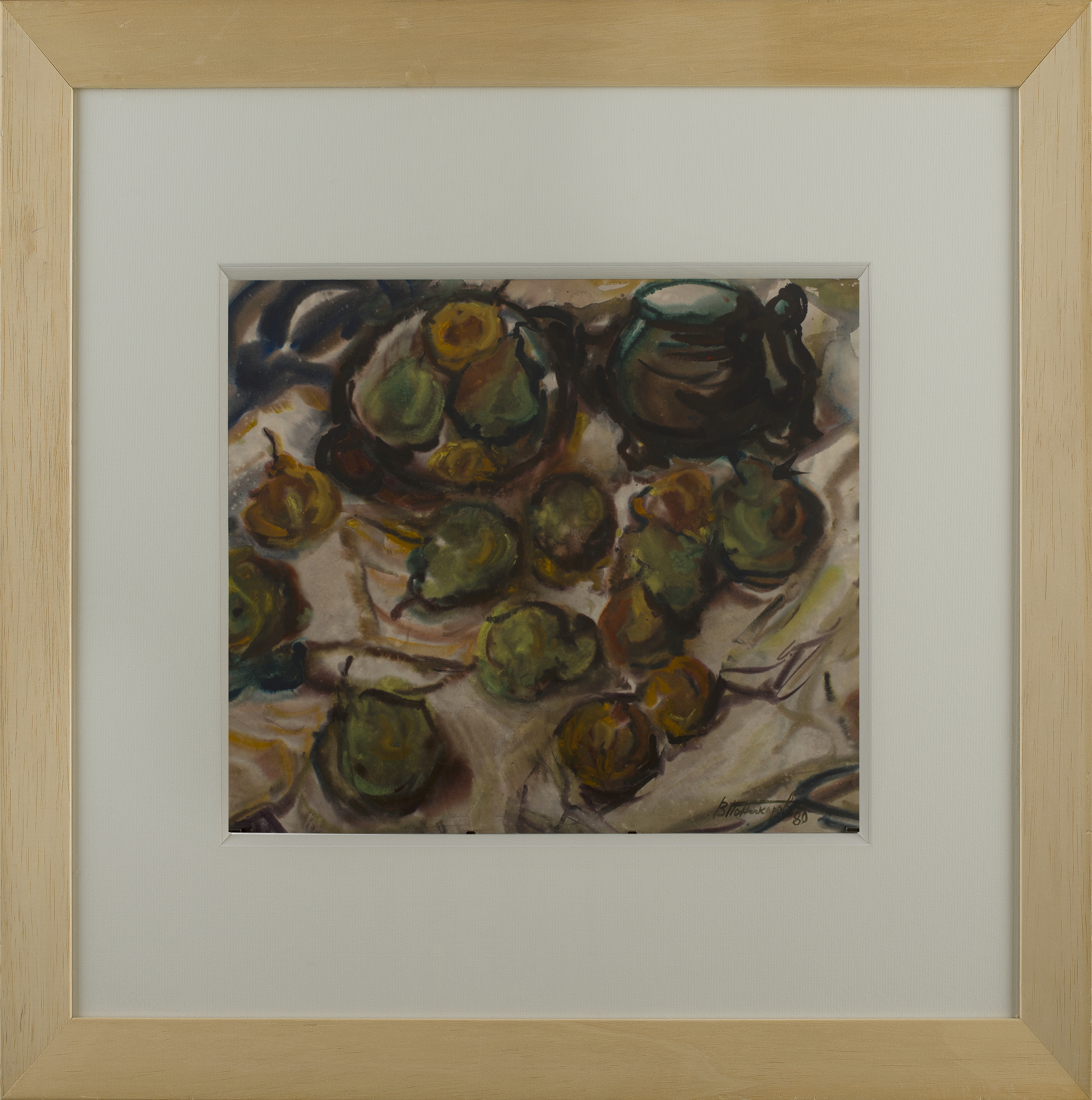
«Натюрморт», (1980)
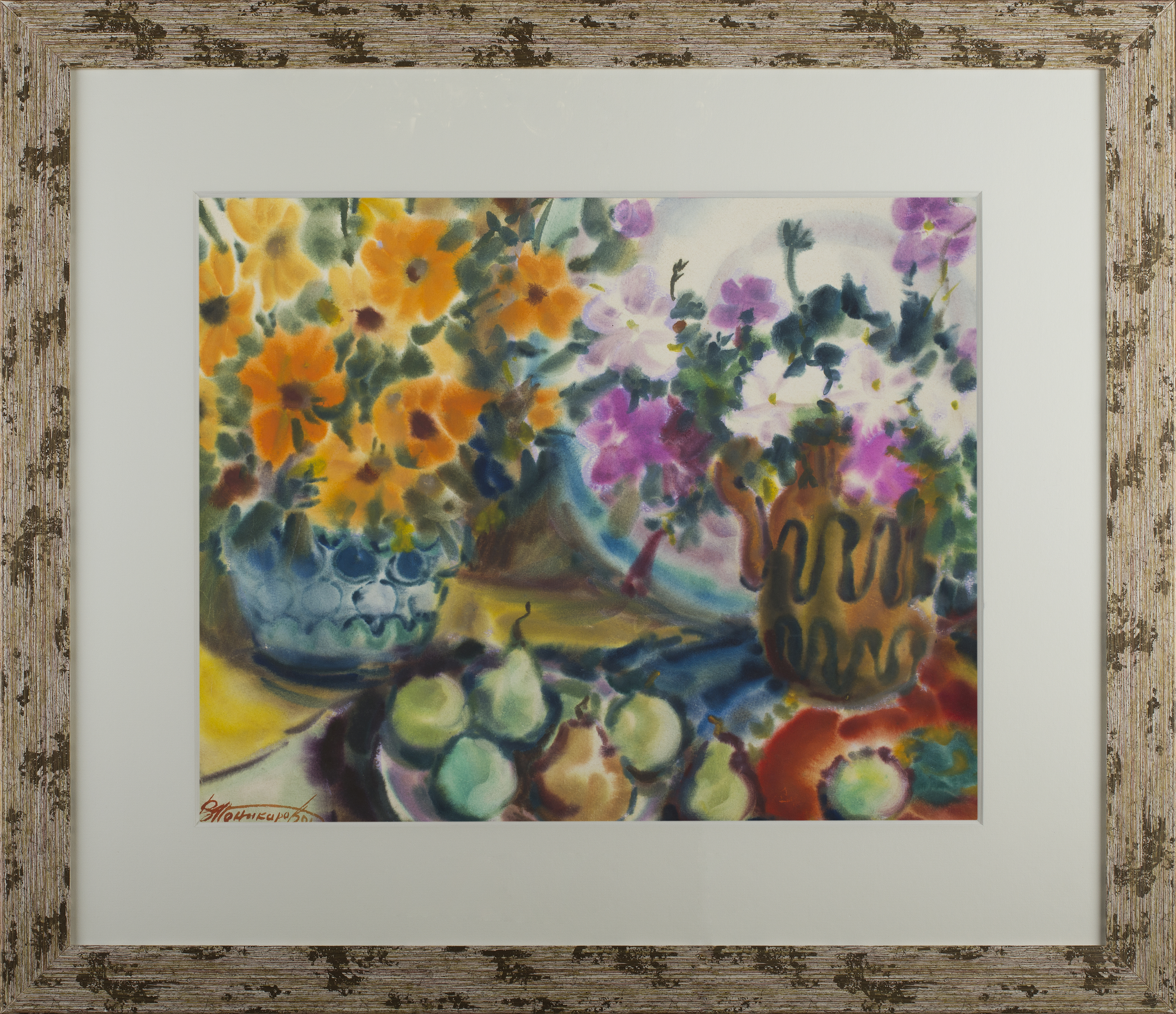
«Натюрморт», (1991)
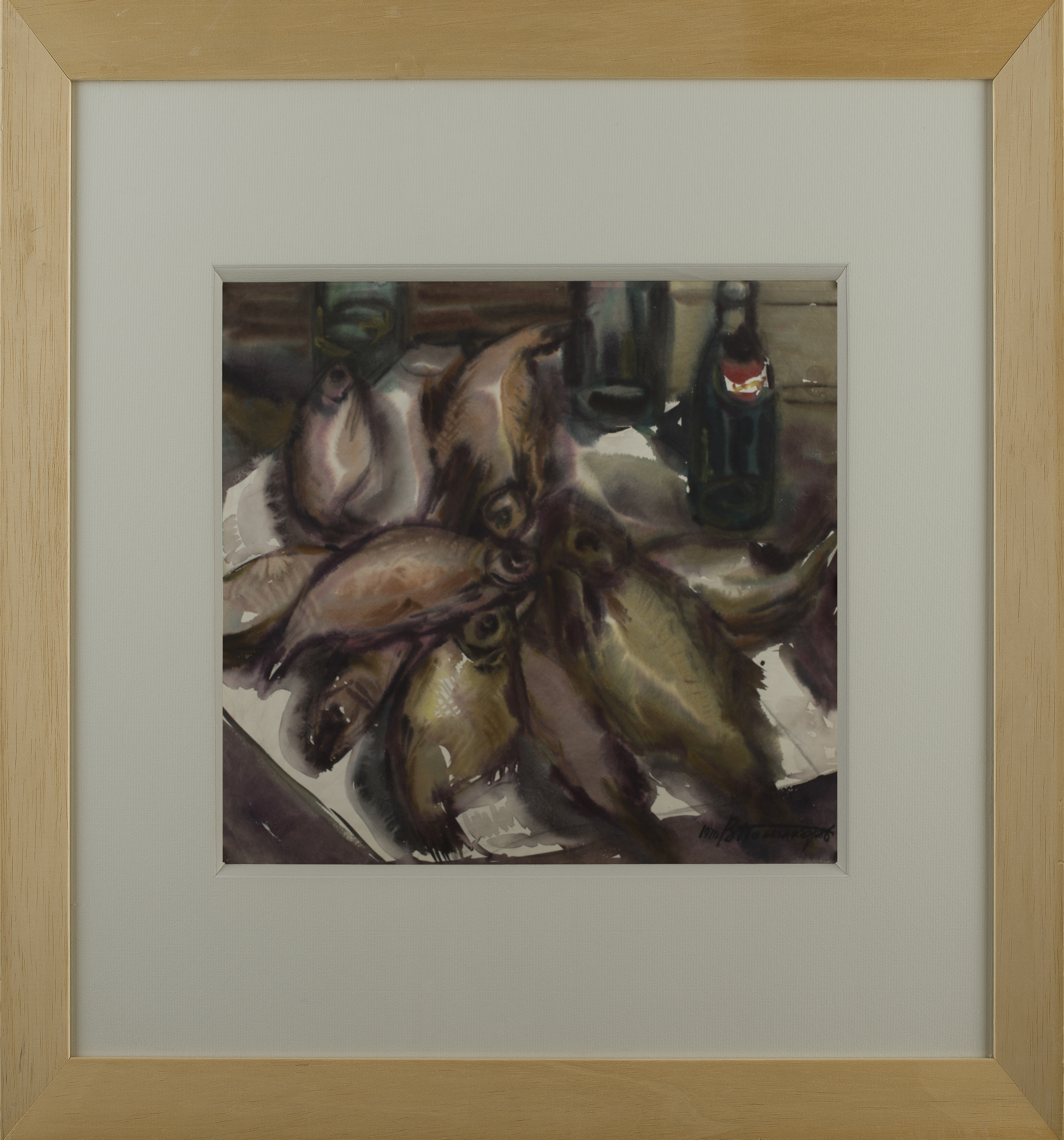
«Натюрморт с рыбой», (1970)
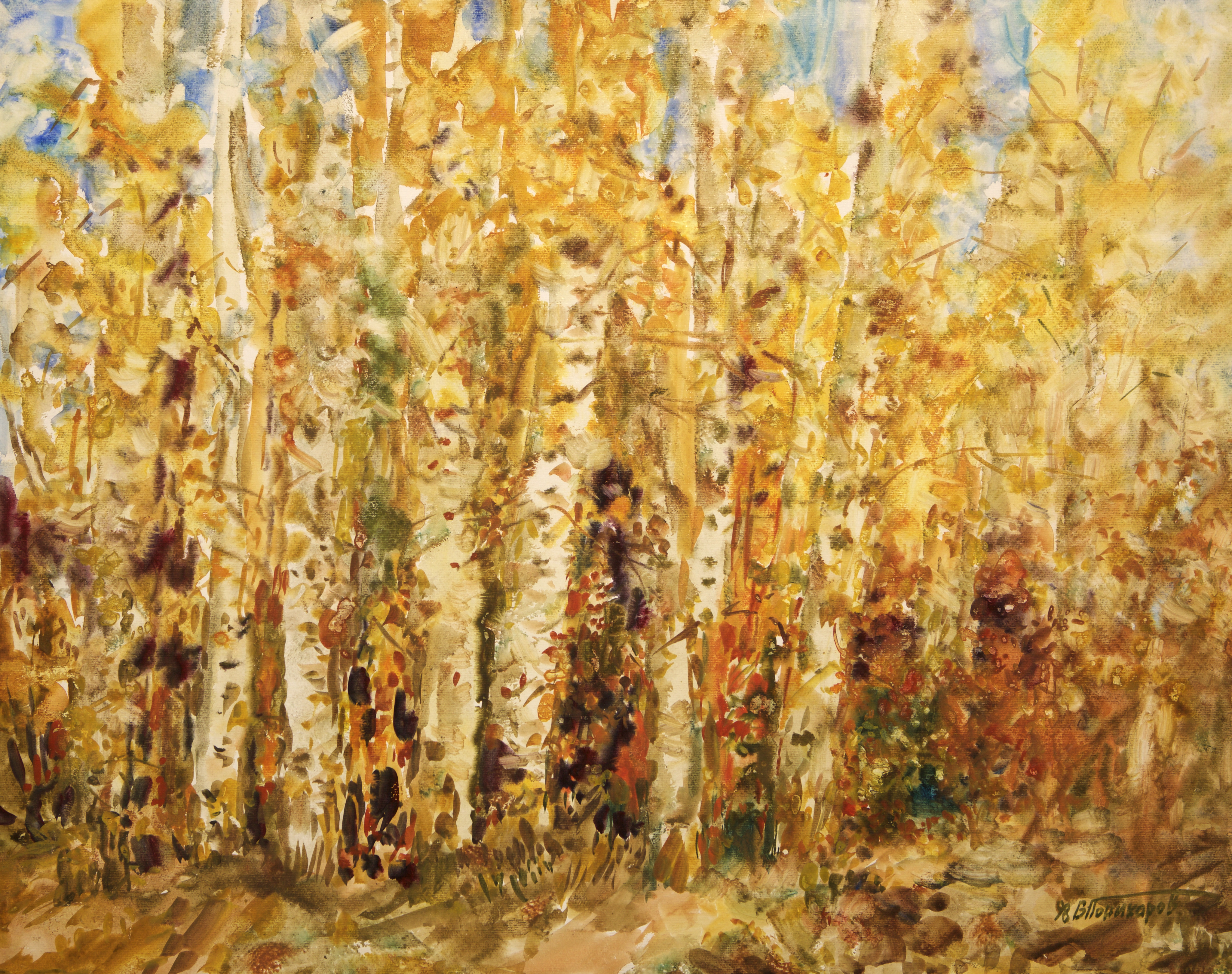
«Лес, берёзы, осень», (89х72, 1998)
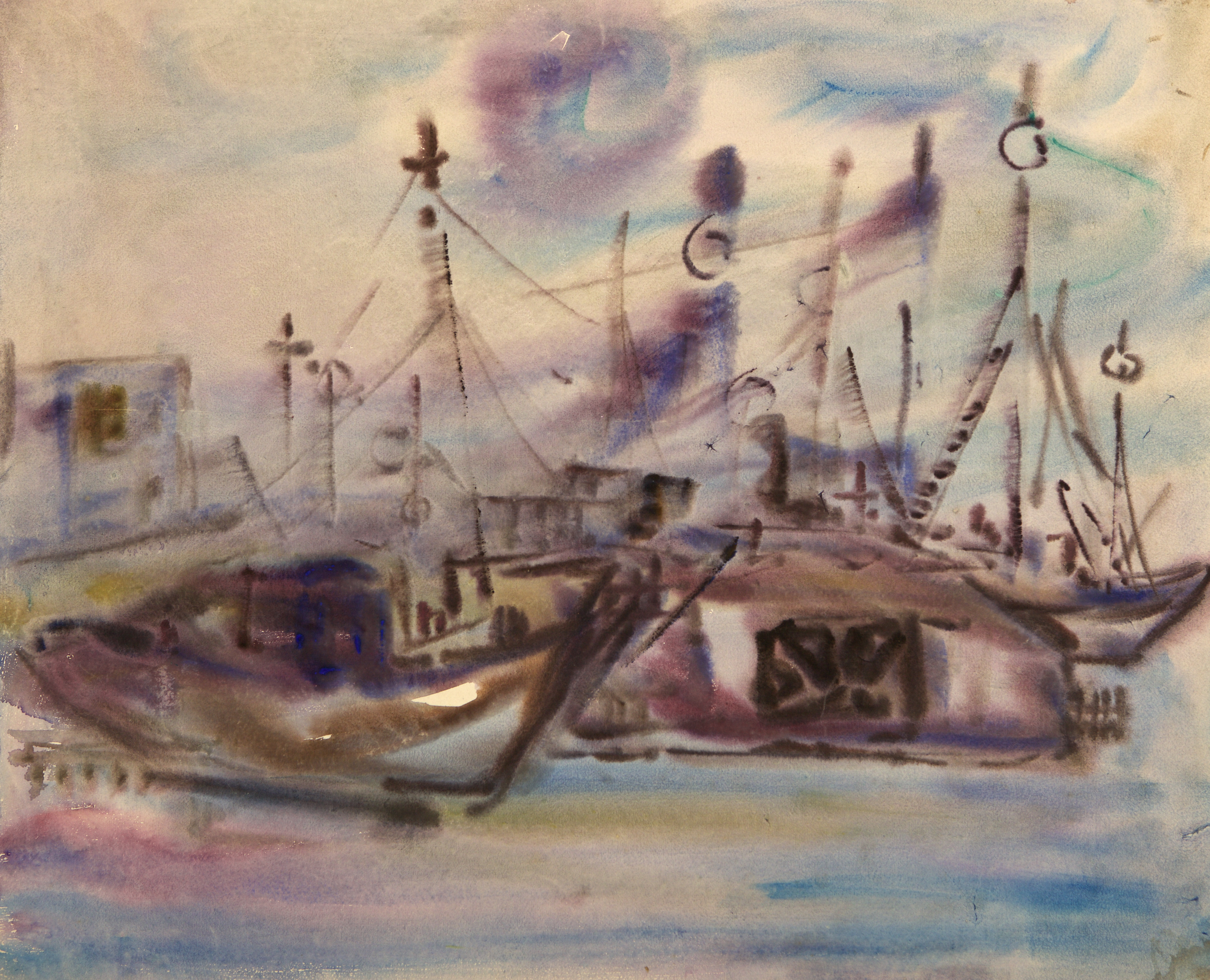
«Море, лодки, утро», (65х55, 1980)
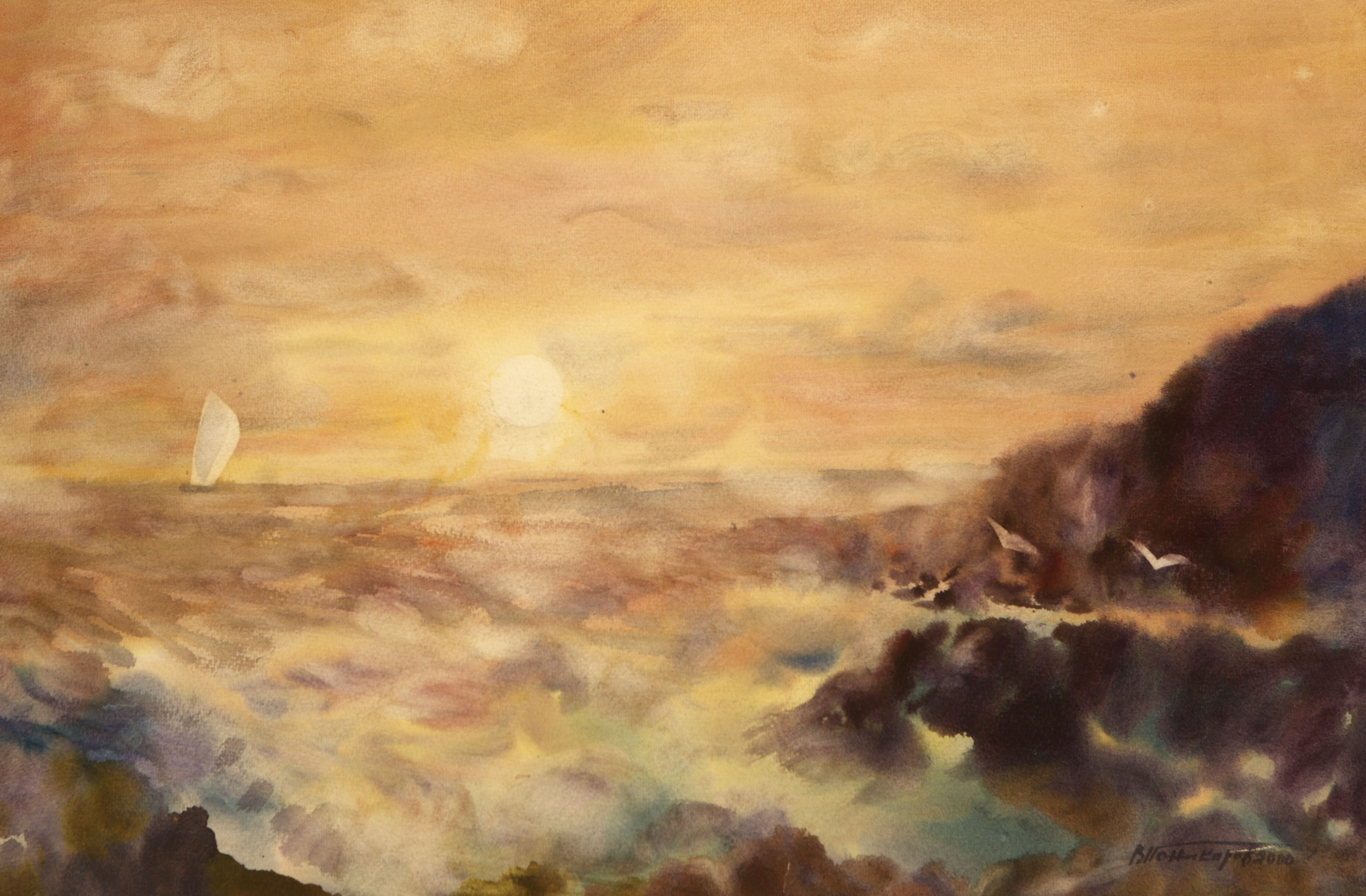
«Море, яхта, скалы, закат», (68.5х46, 2000)
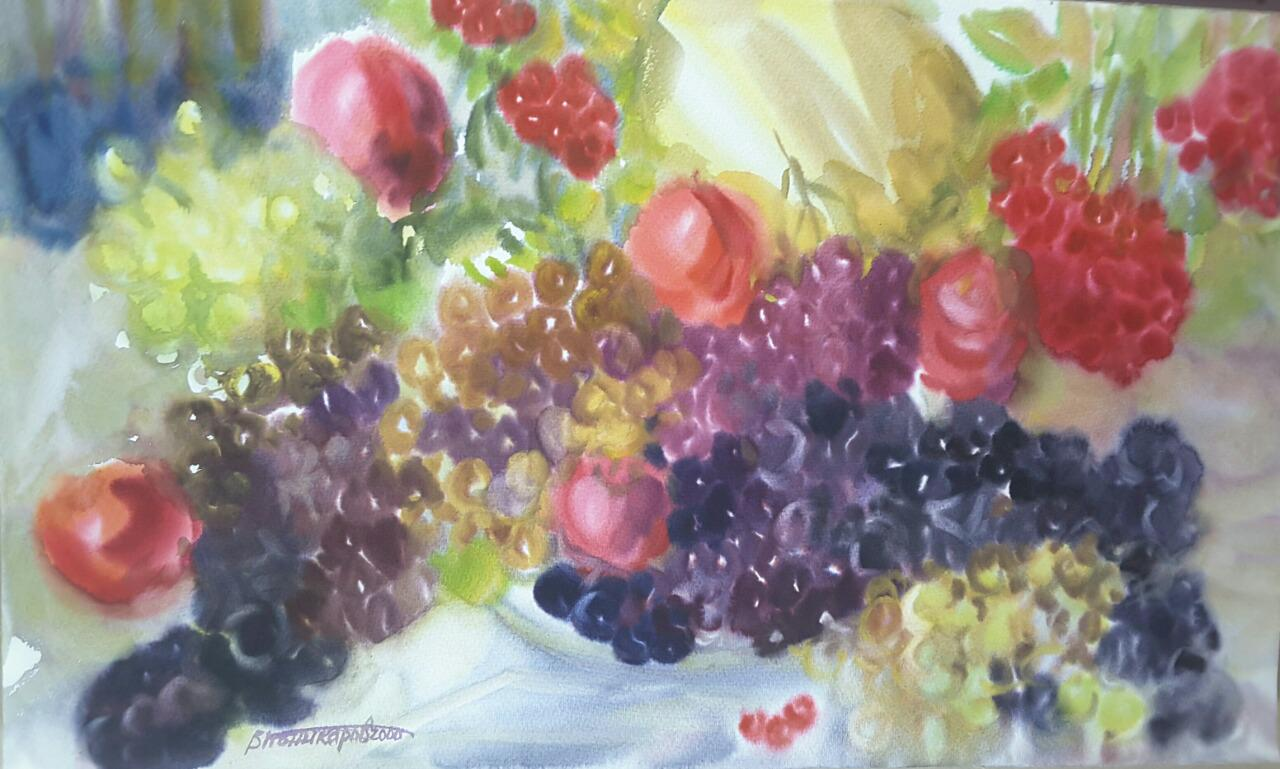
«Натюрморт с дыней и виноградом», (2000)
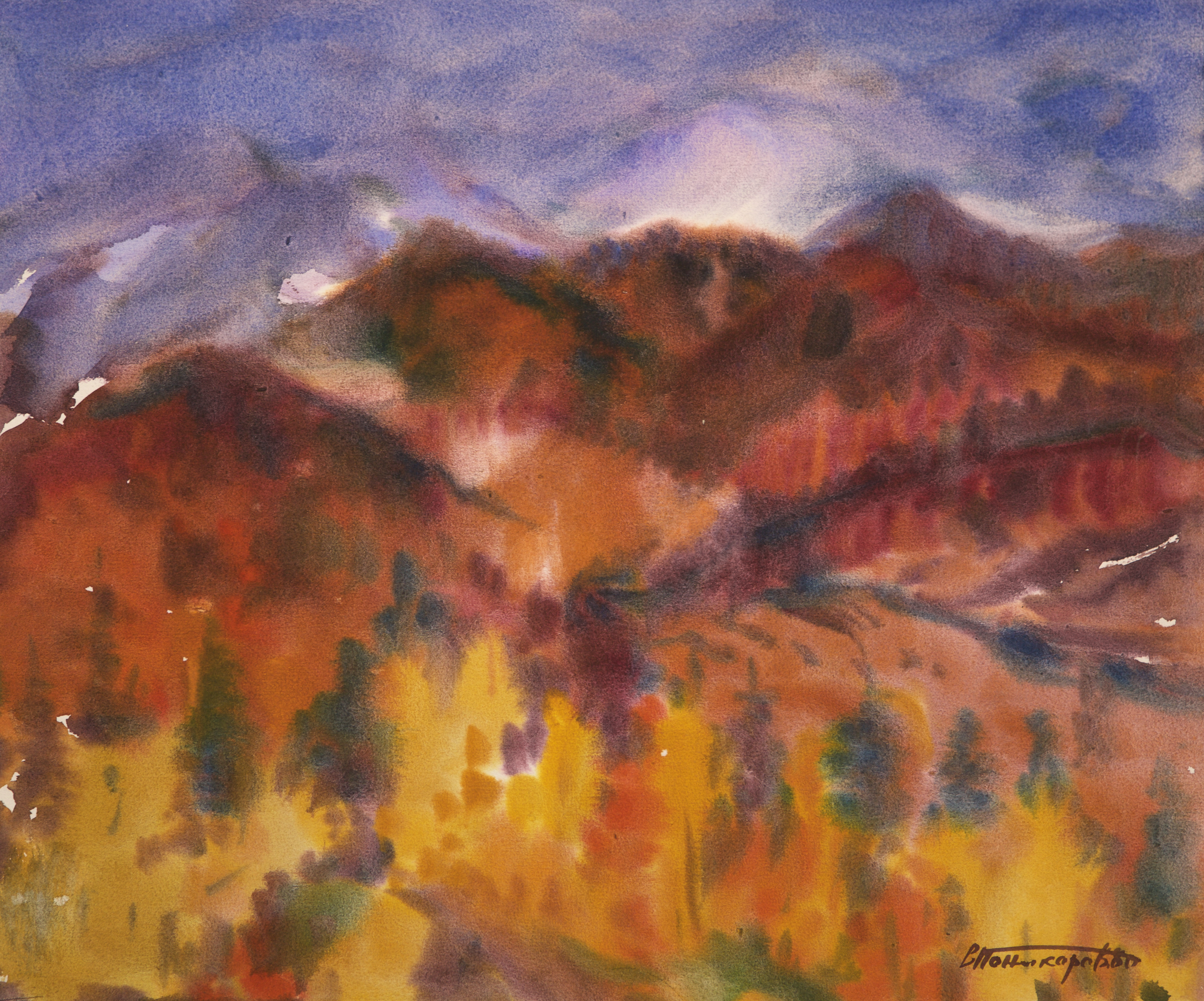
«Осень, деревья, горы», (43х36, 1980)
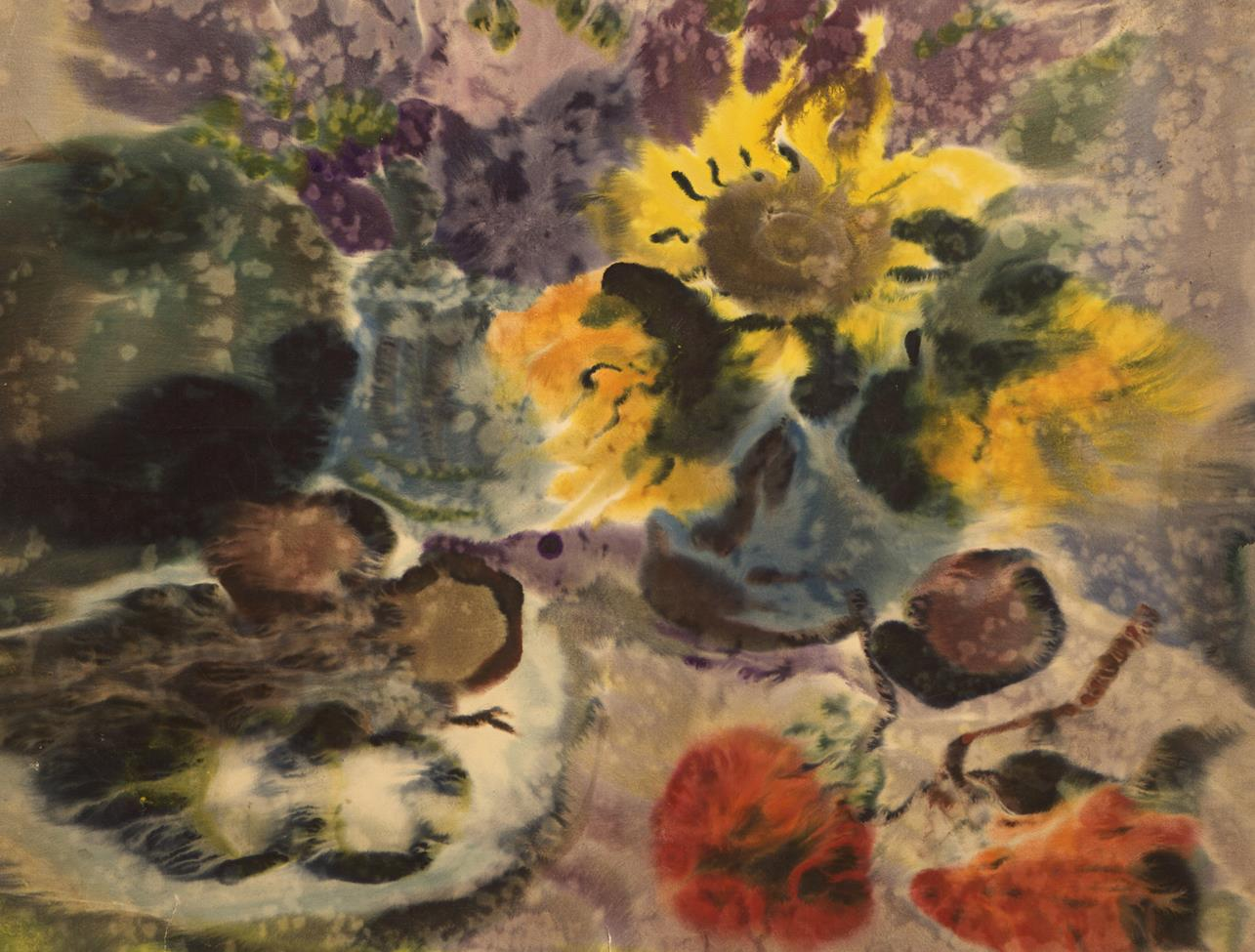
«Подсолнухи, калина», (76х60.5, 1985)
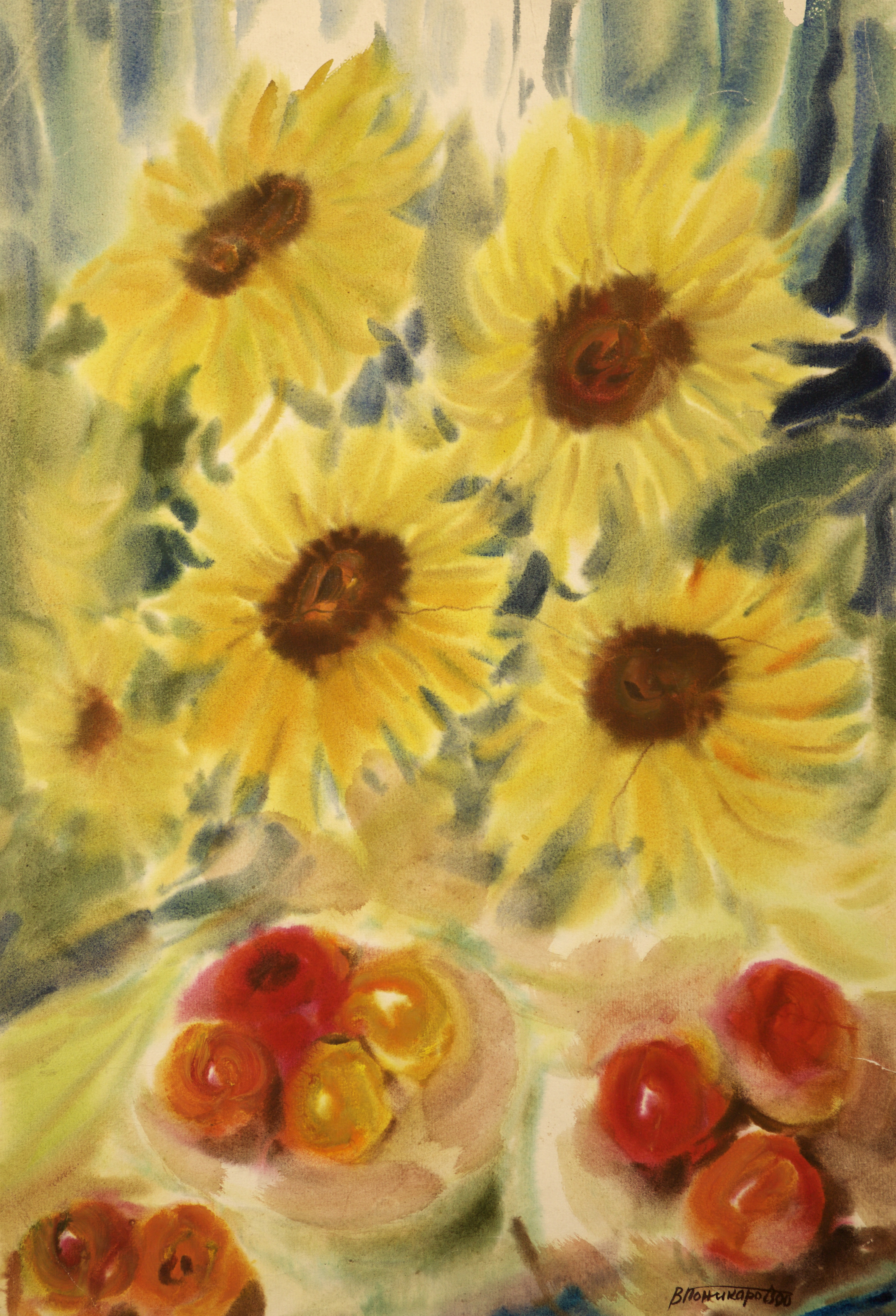
«Подсолнухи, персики», (47х69.5, 1990)
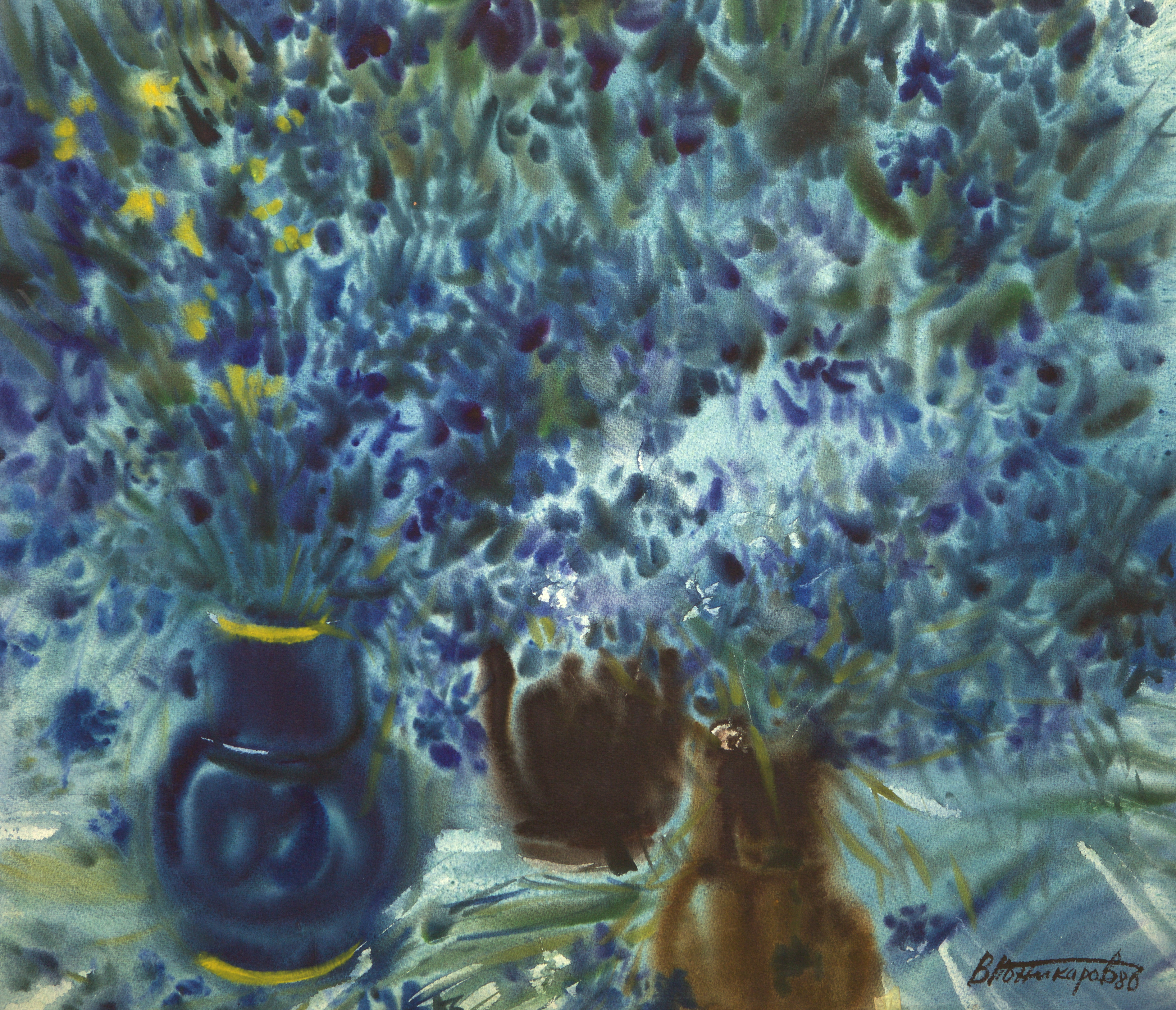
«Синие цветы», (78х67.5, 1980)
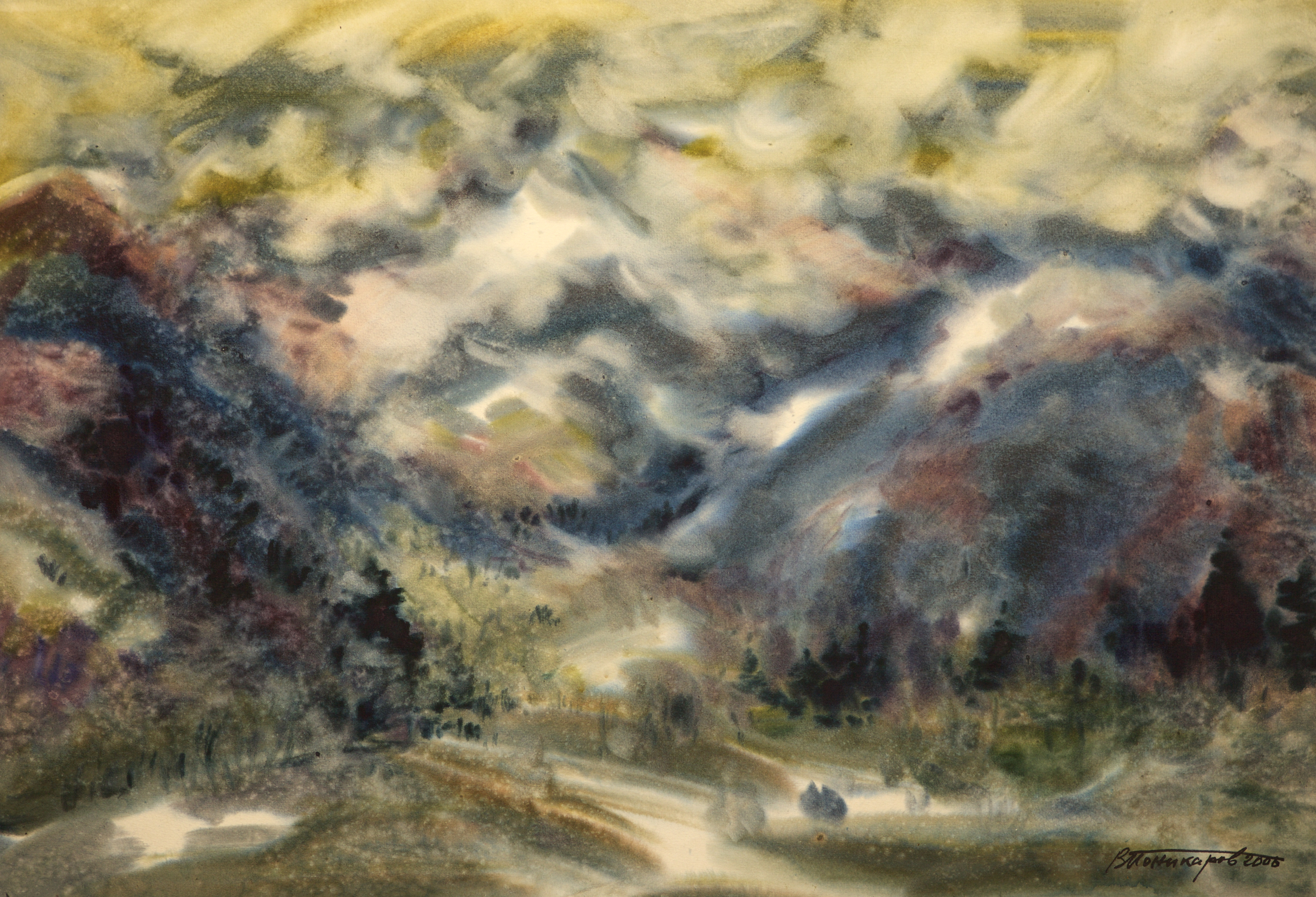
«Склоны, горы, весна», (98х68, 2006)
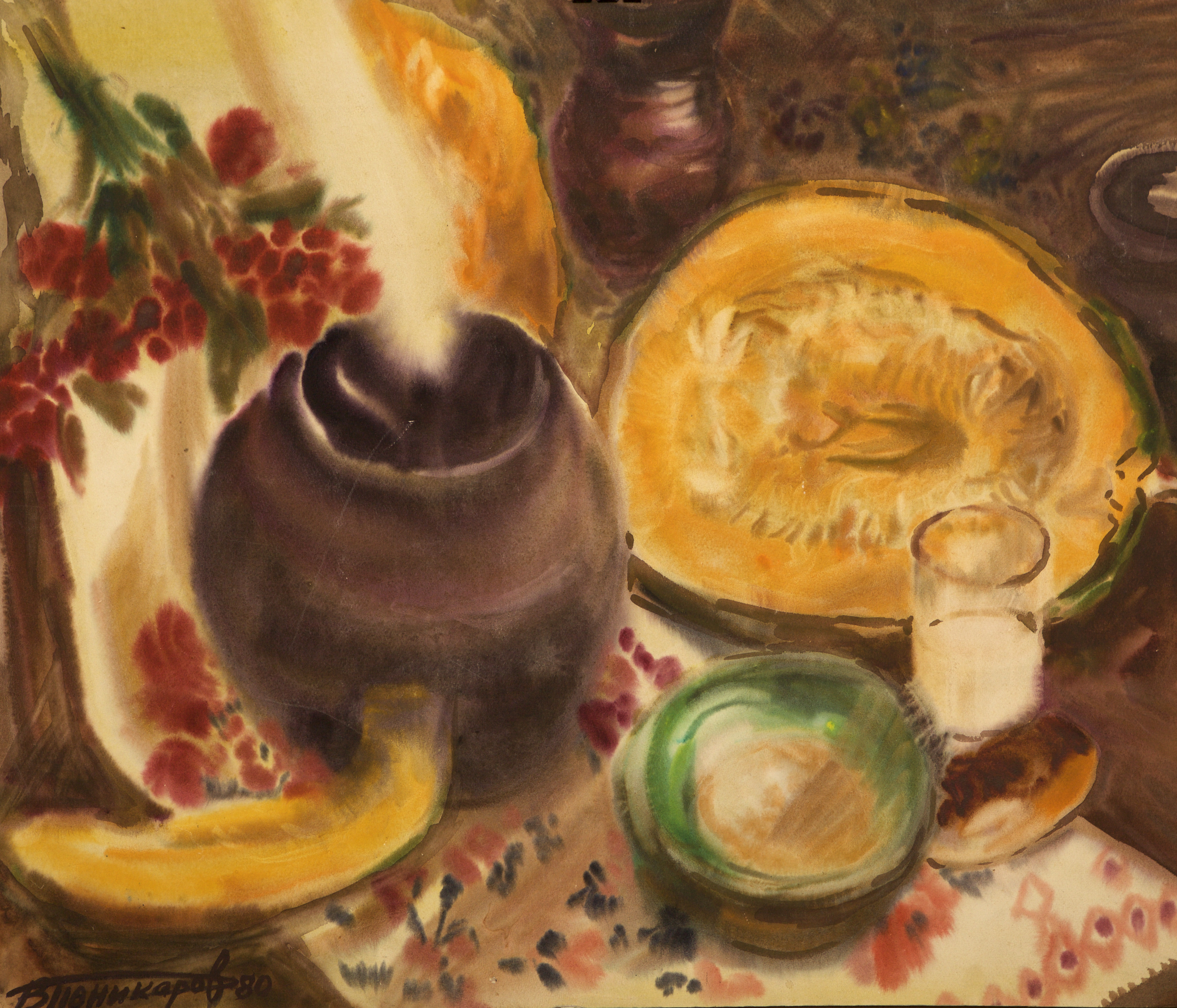
«Тыква, калина», (69х60, 1980)
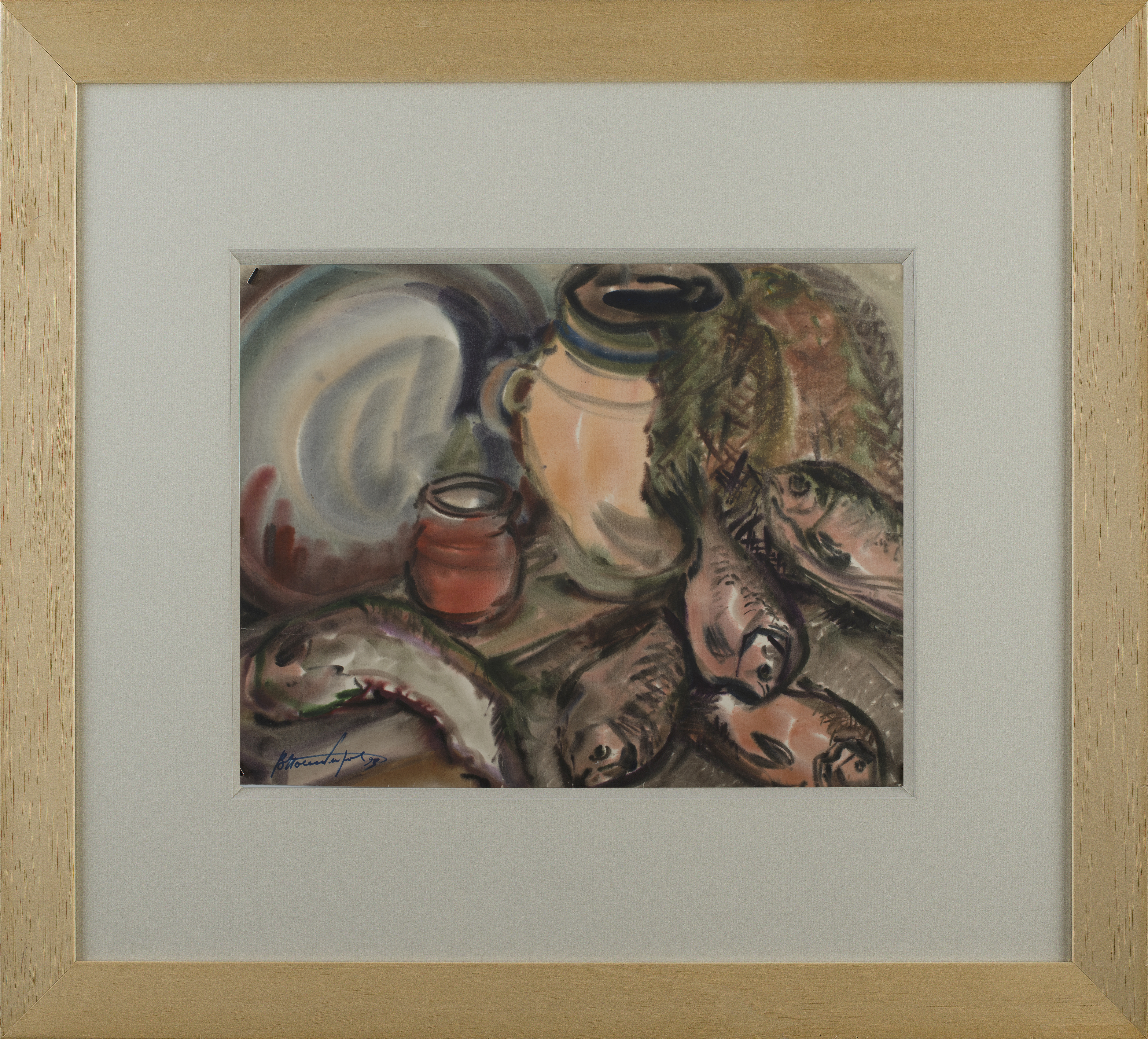
«Натюрморт с рыбой», (1993)
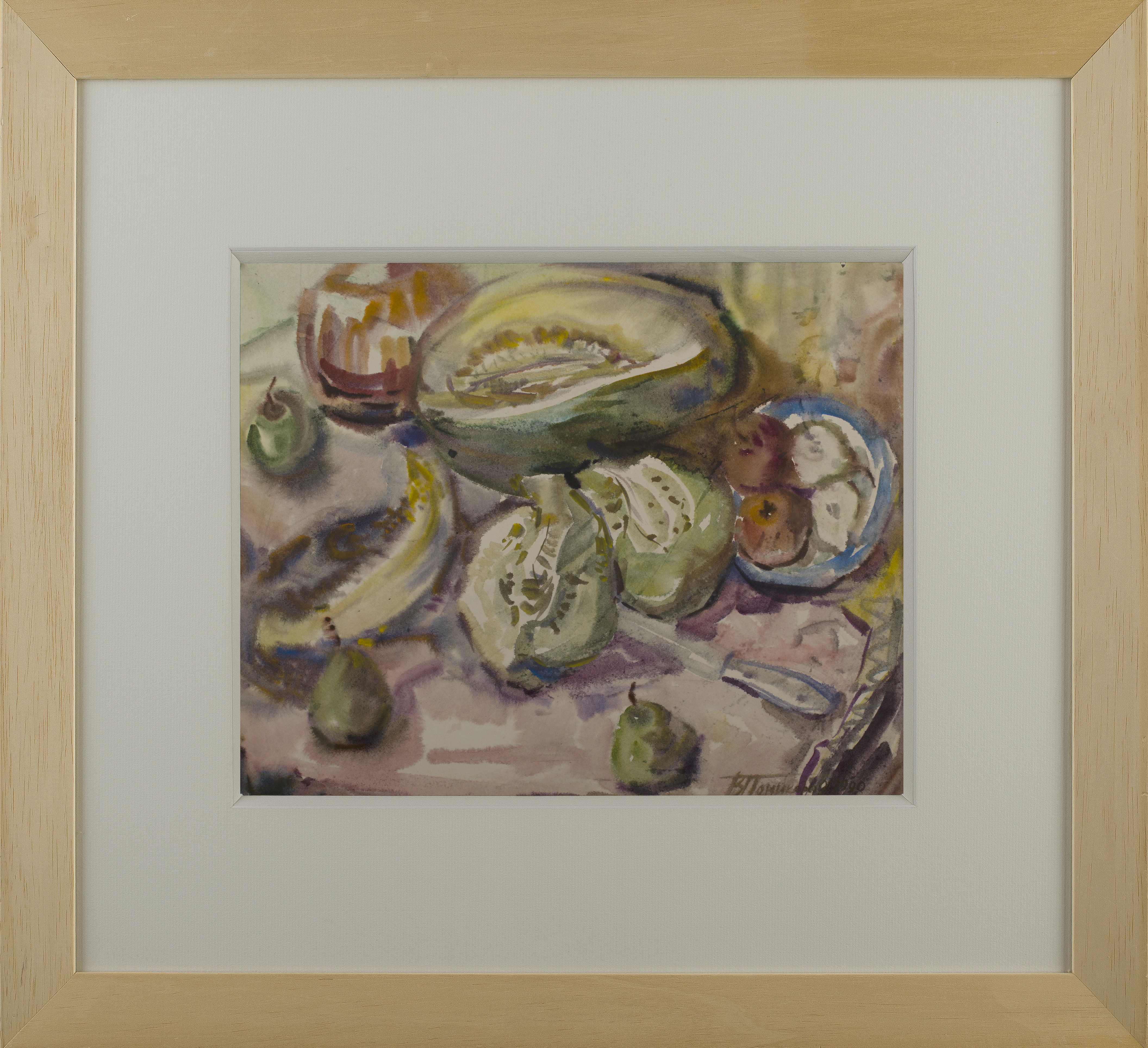
«Натюрморт, дыня», (1990)
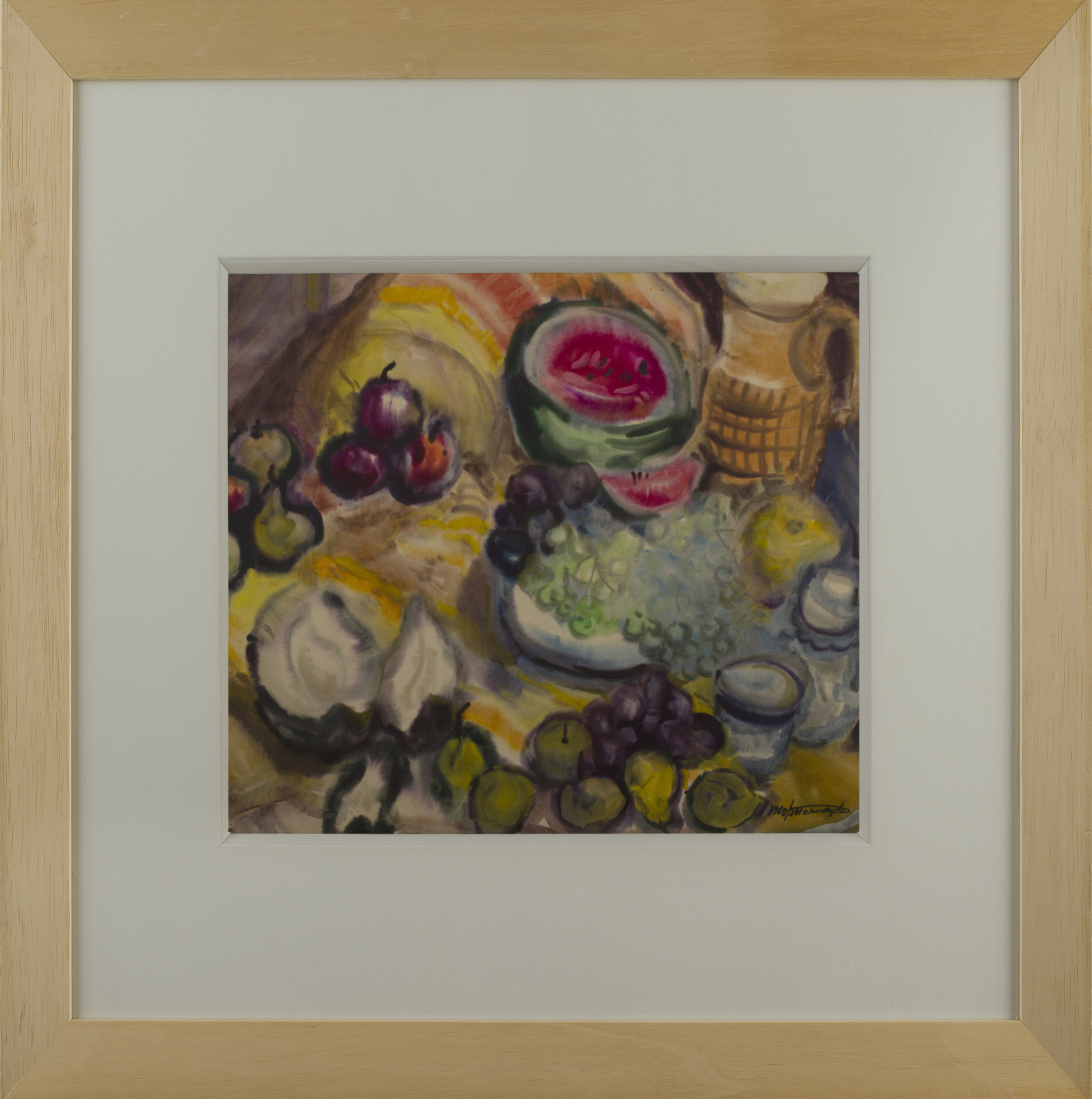
«Натюрморт, фрукты», (1980)
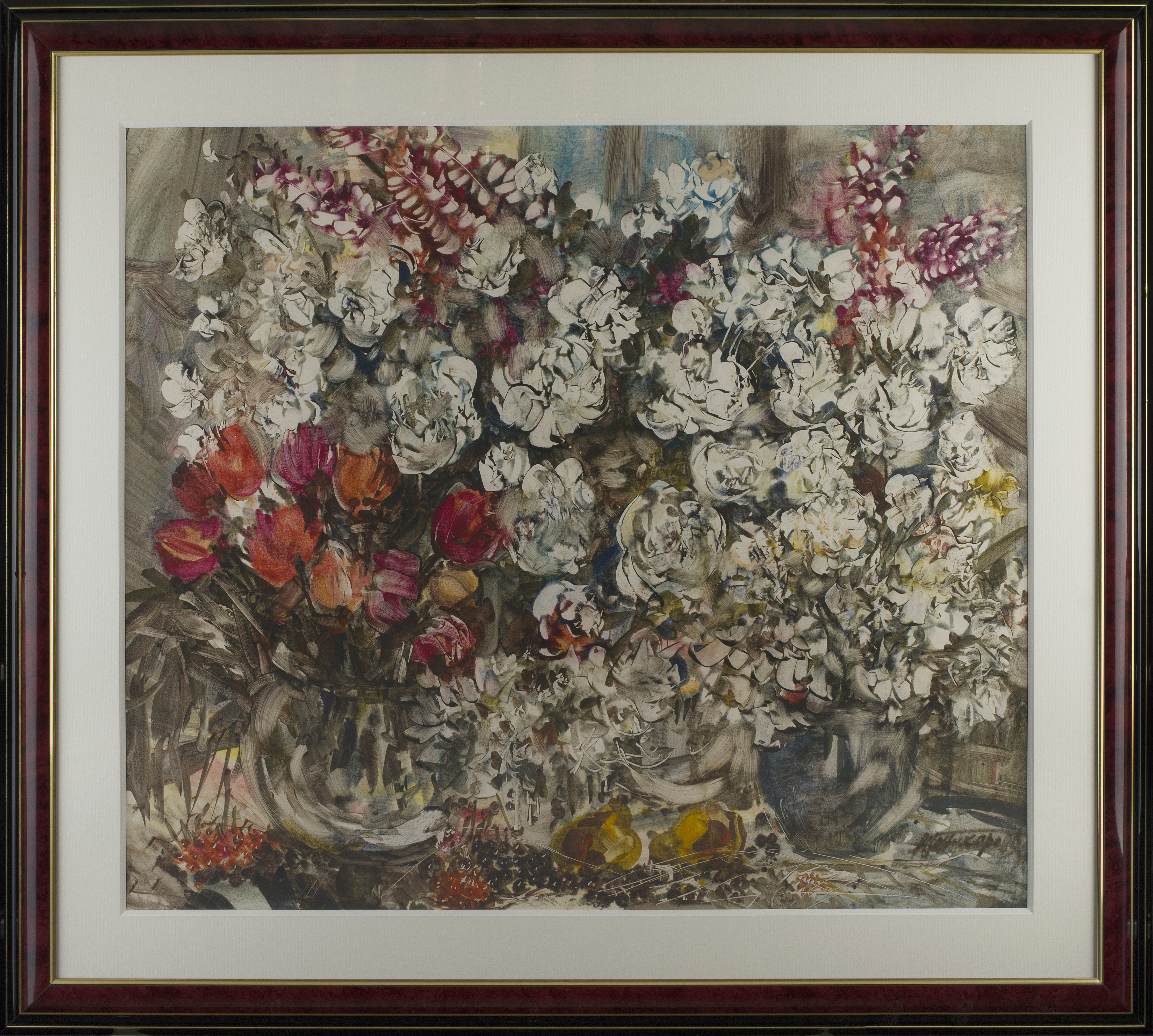
«Пионы», (1994)
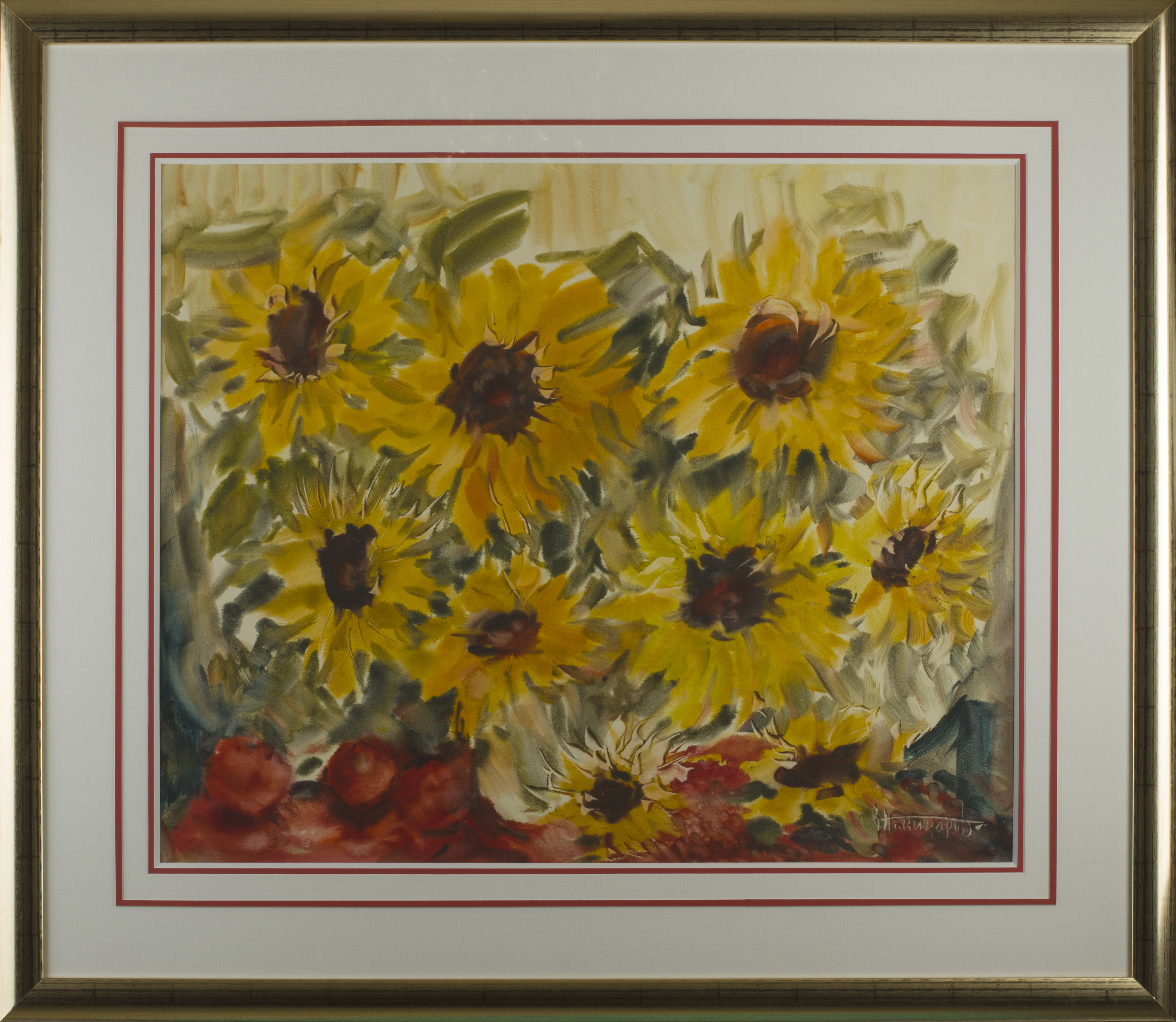
«Подсолнухи», (2005)
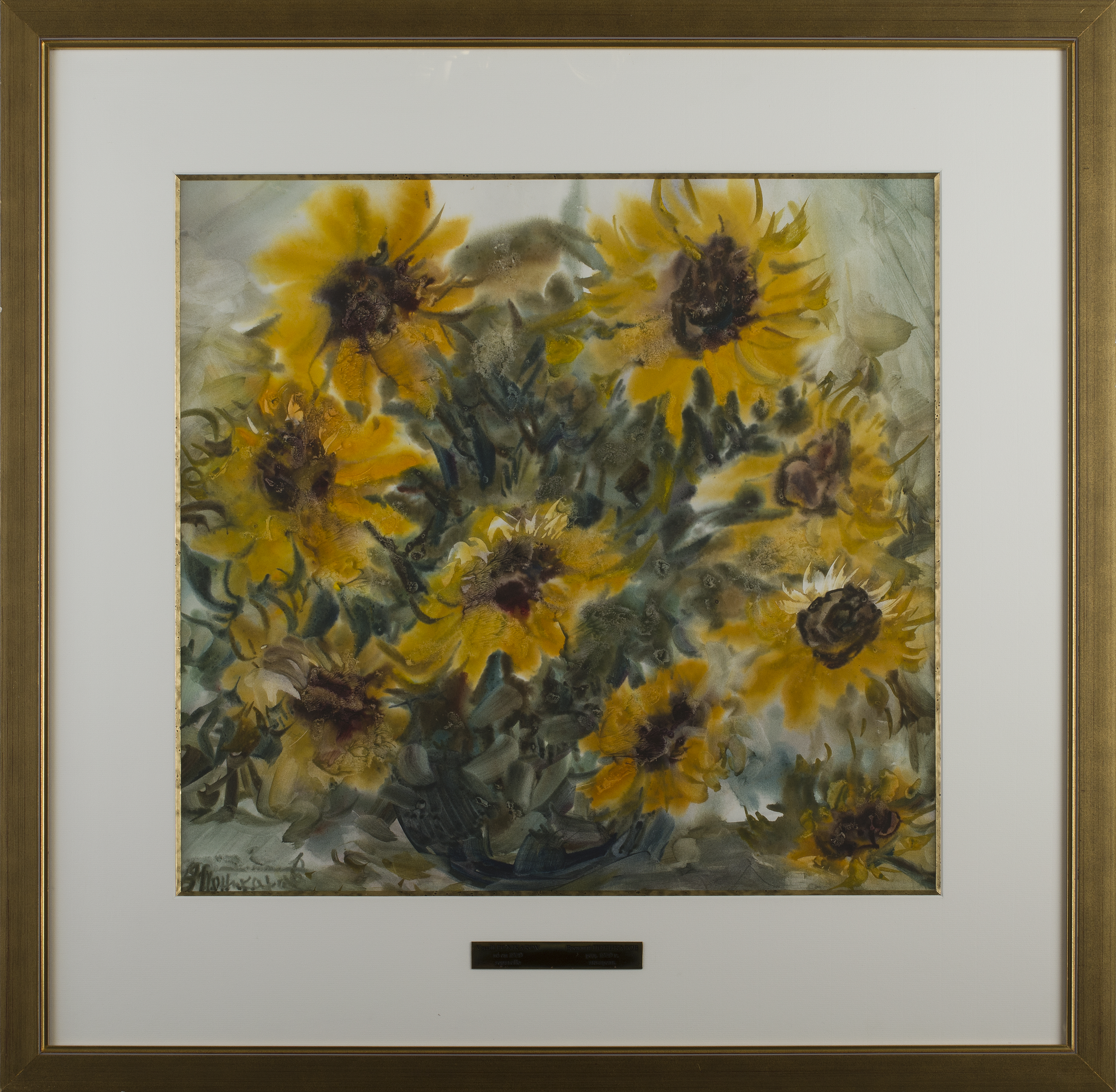
«Подсолнухи»
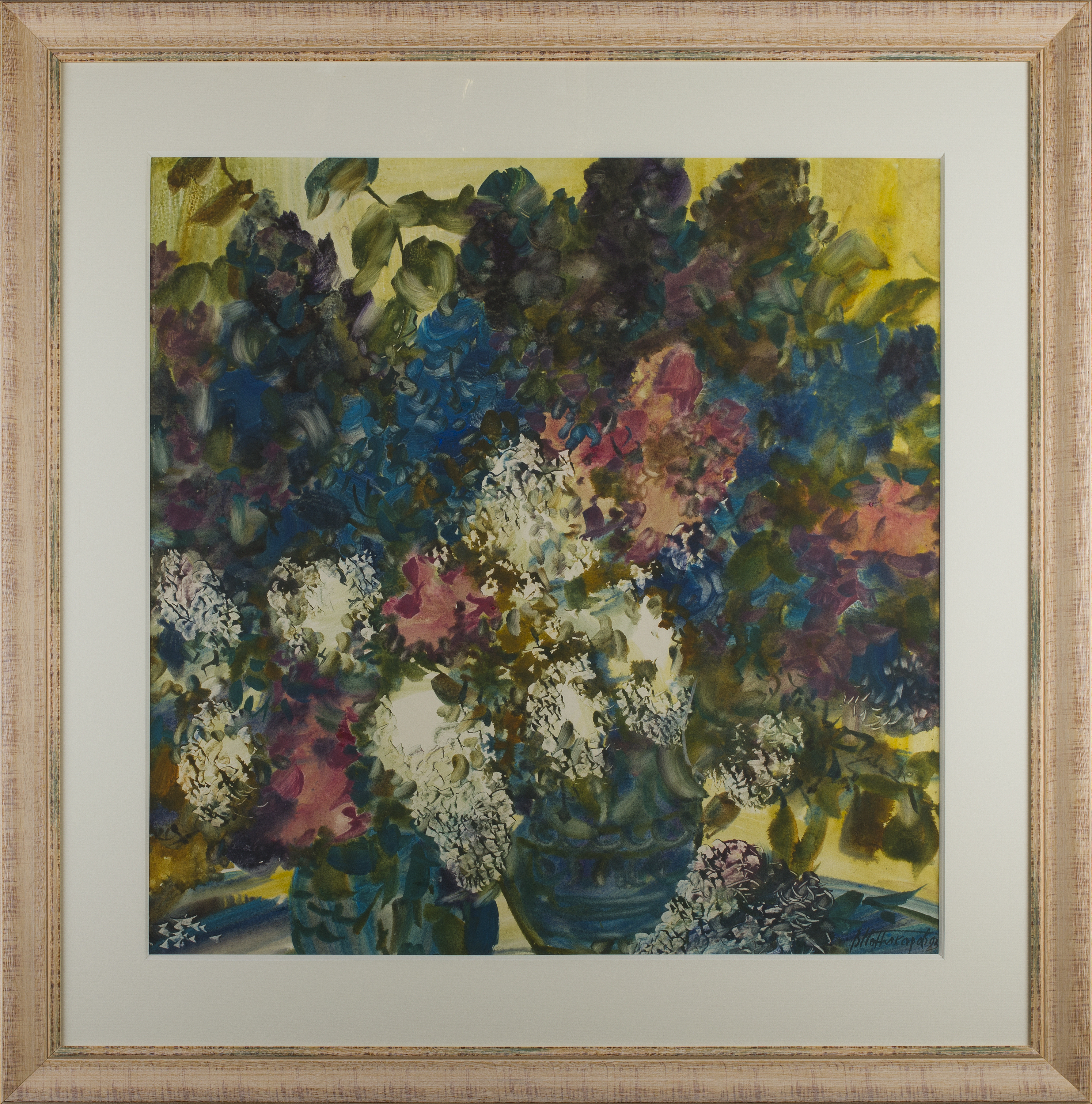
«Сирень», (1993)
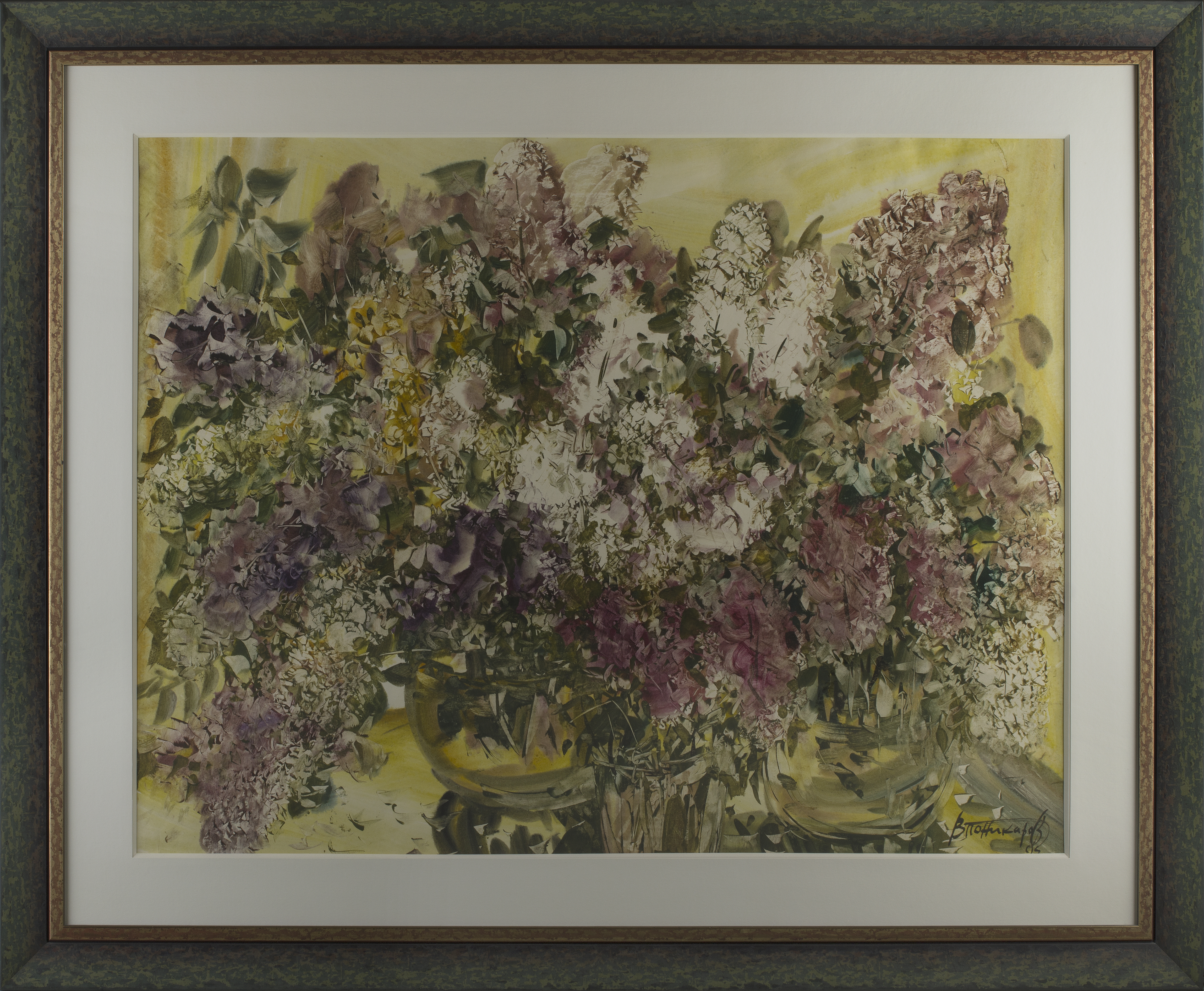
«Сирень», (1995)
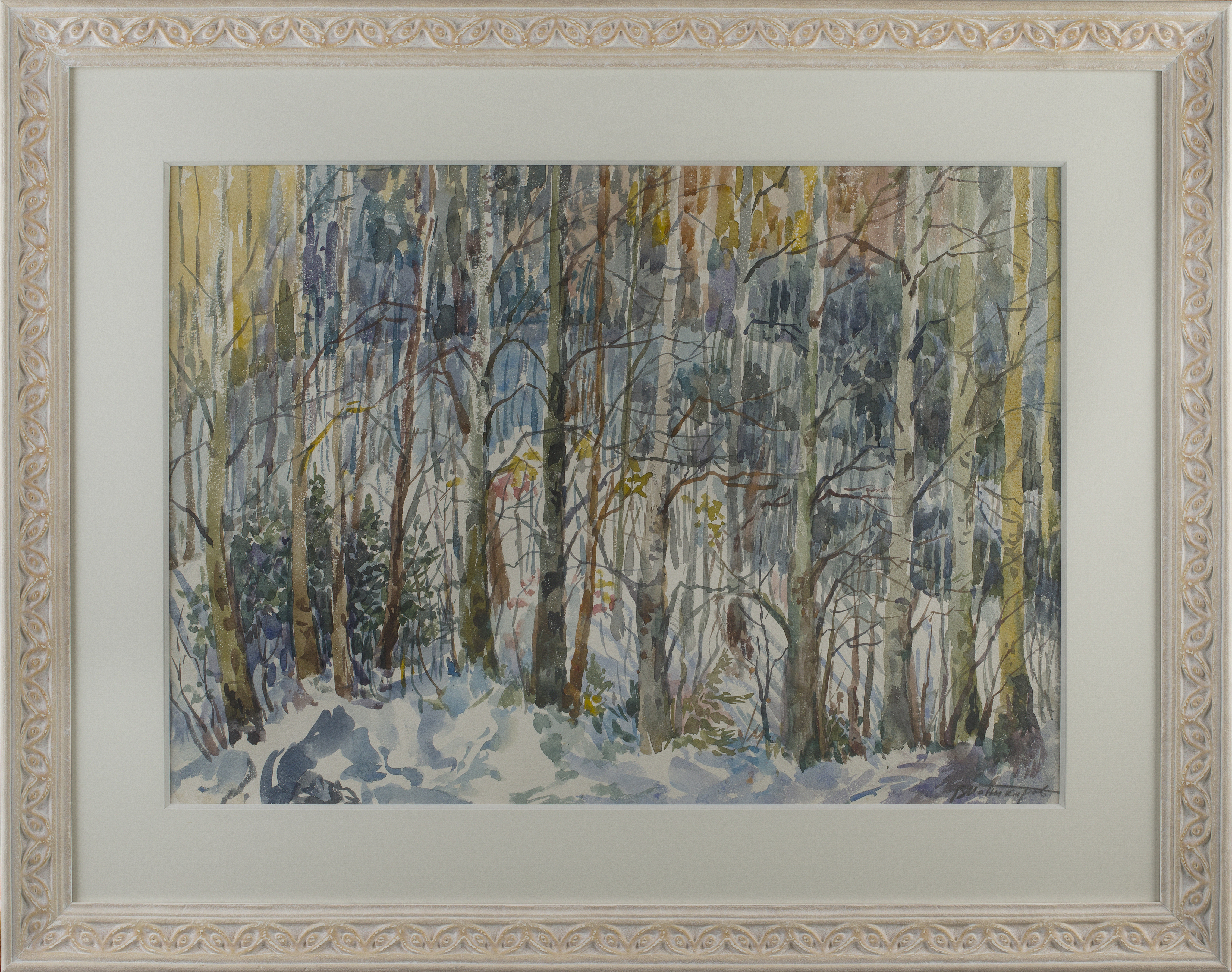
«Снежные берёзы»
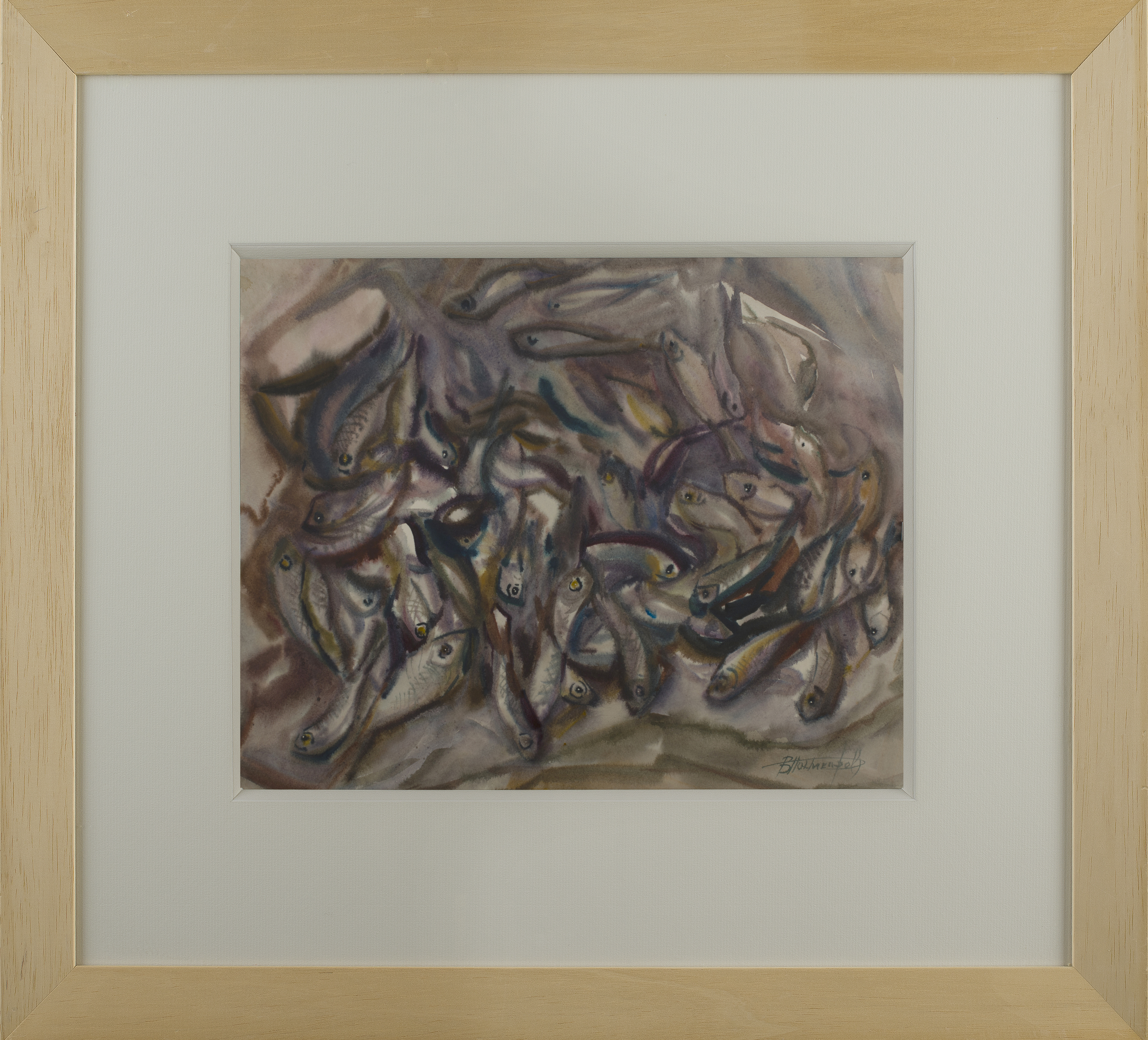
«Тюлька»
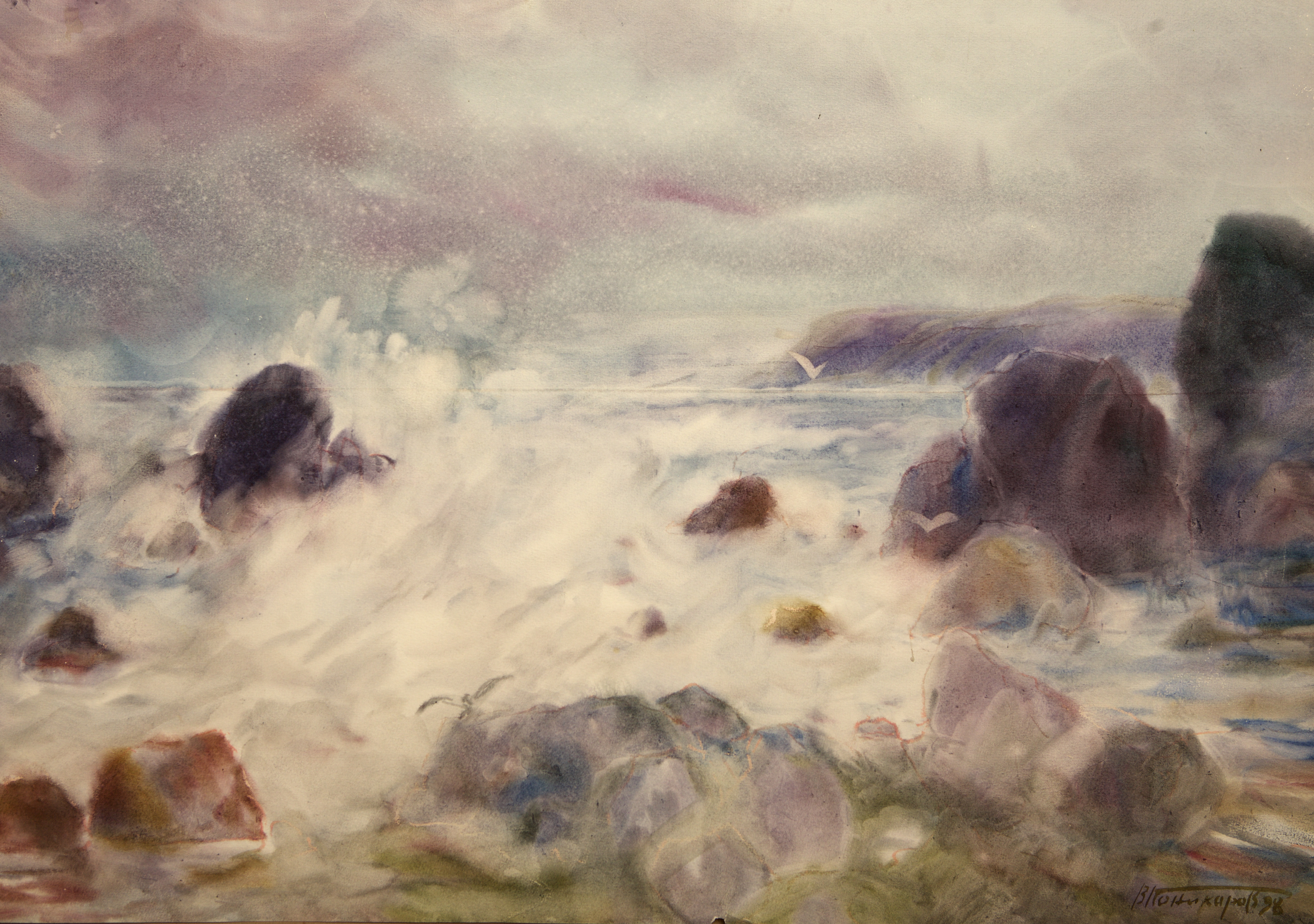
«Шторм, камни», (97х69, 1998)
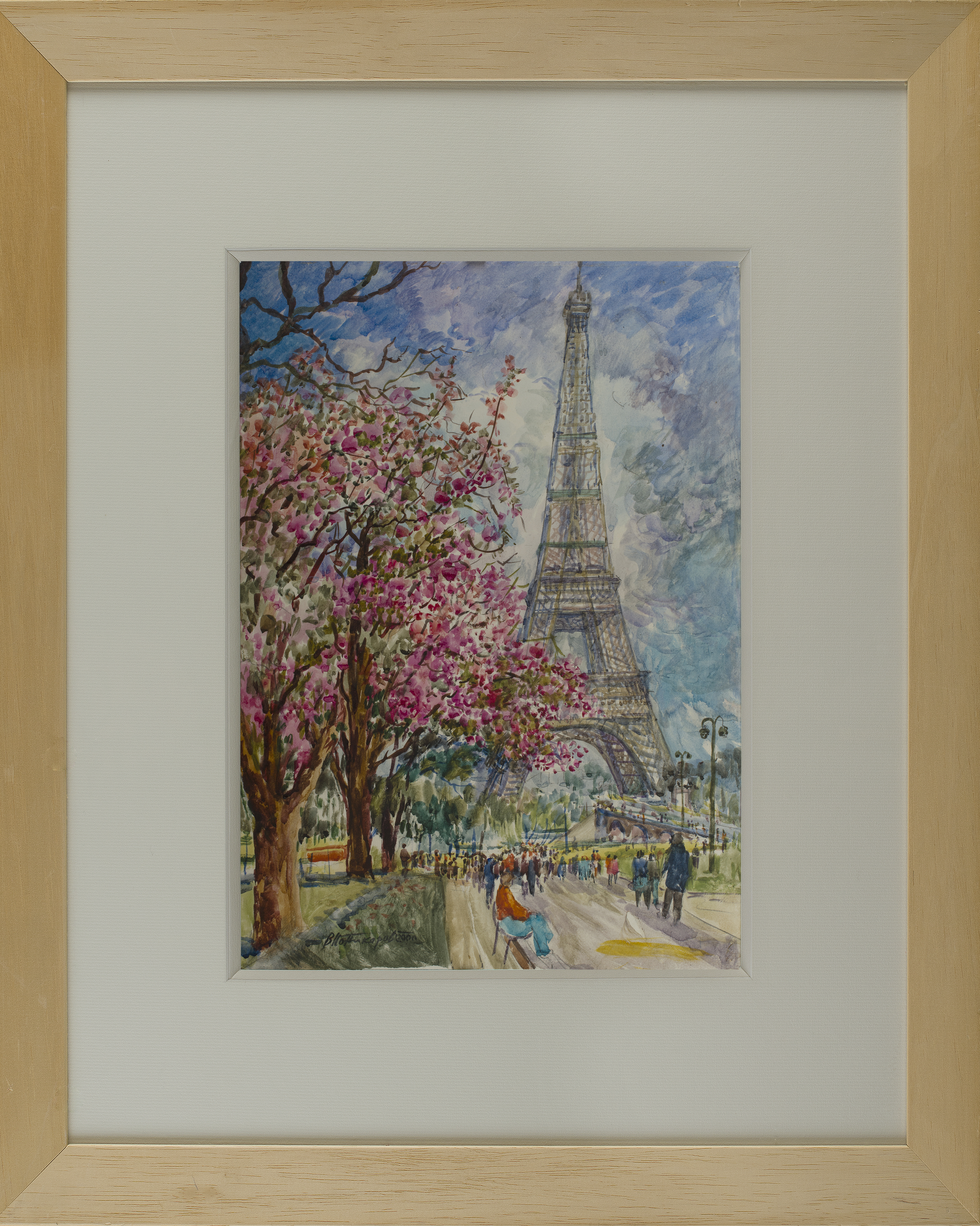
«Эйфелевая башня», (2000)

## Премии и награды
- 1998 г. — мастер акварели, диплом программы «Золотые мастера Одессы», г. Одесса
- 1998 г. — гран-при Монжермонского салона акварели, коммуна Монжермон, Франция[13][14]
- 2002 г. — победитель в номинации «Художник года» в конкурсе «Народное признание», г. Одесса
- 2005 г. — участник бельгийского салона акварели, сертификат участника, г. Намюр, Бельгия[15]
- 2005 г. — Заслуженный Художник Украины, звание[16][17]
- 2007 г. — лауреат конкурса «Твои имена, Одесса!» в номинации «Лучшие произведения изобразительного искусства (графика)»
- 2012 г. — лауреат конкурса «Алмазный Дюк», диплом лауреата конкурса «Алмазный дюк» им. Де Ришельё в номинации «Живопись, Графика», проект «Спаси и Сохрани», г. Одесса[18]
- 2014 г. — участник выставки «Свет гармонии», диплом участника выставки, проведённый в рамках международного проекта «Мир без границ», г. Москва, Россия
- Участник выставки «Маринисты Одессы — Дню святого Николая», грамота, г. Одесса

## Выставки

### Персональные выставки
- 1984 г. — г. Одесса
- 1986 г. — г. Одесса
- 1987 г. — г. Киев
- 1999 г. — в Музее Западного и Восточного искусства, г. Одесса
- 2002 г. — в Одесском художественном музее
- 2004 г. — в галерее клуба «Windrose», г. Оберурзель, Германия[19]
- 2005 г. — г. Осло, Норвегия
- 2006 г. — в художественном салоне Союза художников, г. Одесса
- 2008 г. — г. Рига, Латвия
- 2008 г. — в галерее Всемирного клуба одесситов, г. Одесса
- 2009 г. — к 80-летию художника в Музее Западного и Восточного искусства, г. Одесса
- 2010 г. — в галерее «Сады Победы», г. Одесса
- 2011 г. — в Музее Западного и Восточного искусства, г. Одесса

### Выставки произведений одесских художников
- 1969 г. — г. Сегед, Венгрия
- 1970 г. — Болгария
- 1974 г. — Италия
- 1974 г. — выставка «Одесса — Марсель», Италия
- 1976 г. — г. Генуя, Италия
- 1977 г. — г. Сегед, Венгрия
- 1977 г. — Болгария
- 1977 г. — Балтимор, США
- 1980 г. — г. Сегед, Венгрия
- 1981 г. — г. Генуя, Италия
- 1985 г. — г. Женева, Швейцария
- 1987 г. — Финляндия
- 1990 г. — г. Генуя, Италия
- 1991 г. — в Советском фонде культуры, г. Москва, Россия
- 1992 г. — г. Нью-Йорк, США
- 1992 г. — в посольстве Японии, г. Москва, Россия
- 1993 г. — в Русском центре, г. Иерусалим, Израиль
- 1996 г. — Мексика

### Выставки «Мальовнича Україна»
- 2002 г. — Украинский Дом, г. Киев
- 2003 г. — Национальный художественный музей Украины, г. Киев
- 2007 г. — Национальный художественный музей Украины, г. Киев

### Другие выставки
- 1977 г. — Выставка акварели одесских художников, Болгария
- 1982 г. — Выставка «Современное искусство Одессы», г. Генуя, Италия
- 1997 г. — «Золотые мастера Одессы», Одесский художественный музей
- 1997 г. — «Современное искусство Украины», Национальный художественный музей Украины, г. Киев
- 1998 г. — Монжермонский салон акварели, коммуна Монжермон, Франция[13][14]
- 1999 г. — Выставка частных собраний акварели, г. Париж, Франция
- 2000 г. — Выставка художников-маринистов. Морская галерея, г. Одесса
- 2001 г. — Международный трегастельский салон акварели, коммуна Трегастель, Франция
- 2005 г. — Бельгийский салон акварели, международная выставка, г. Намюр, Бельгия[15]
- 2009 г. — Выставка-культурная программа «Арт-азбука или Одесский Монмартр», г. Одесса
- 2009 г. — Выставка-проект «Игра цвета и формы», г. Штайнбах, Германия
- 2010 г. — Передвижная выставка «Путешественница» ко дню земли Гессен, г. Оберурзель, Германия
- 2014 г. — Выставка «Свет гармонии», международный проект «Мир без границ», г. Москва, Россия

### Выставки после смерти художника
- 2015 г. — персональная выставка, международный форум Eurowoman 2015, г. Тбилиси и г. Батуми, Грузия
- 2015 г. — ко Дню Города Одессы, арт-проект «Magnifique opéra», г. Одесса[20]
- 2015 г. — Европейский форум коллекционеров, г. Киев[21]
- 2015 г. — персональная выставка «Прозорість Квітки», Art gallery of madam Palmgren, г. Львов
- 2016 г. — персональная выставка, Галерея Всемирного клуба одесситов, г. Одесса[22]
- 2016 г. — персональная выставка, благотворительный аукцион, Музей Западного и Восточного искусства, г. Одесса
- 2018 г. — персональная выставка «Король цветов», Центральный Дом Художника[укр.], г. Киев[23]
- 2018 г. — персональная выставка, посвящённая 65-летию творческого пути, Верховная Рада Украины, г. Киев[24]
- 2018 г. — выставка украинского и иранского искусств, Галерея «Митець», г. Киев
- 2018 г. — персональная выставка, Музей-мастерская Ивана Кавалеридзе, г. Киев

## Работы находятся в собраниях

### Работы находятся в музеях
- Международный музей акварели, г. Фабриано, Италия[25]
- Одесский художественный музей[26][27][28]
- Харьковский художественный музей[26][27][28]
- Музей-архив литературы и искусства, г. Киев[26][27][28]
- Ждановский краеведческий музей
- Прилуцкий краеведческий музей[укр.][28][29]
- Измаильский музей А. В. Суворова
- Очаковский музей маринистического искусства[28][30]
- Шаргородский народный музей[28][31]
- Ананьевский историко-художественный музей[укр.][32]

### Работы находятся в государственных учреждениях
- Одесская консерватория им. А. В. Неждановой
- Госпиталь инвалидов Великой Отечественной войны[укр.], г. Киев
- Херсонская областная детская больница[28][33]
- Киевский научно-исследовательский институт отоларингологии[28][34]
- Киевский научно-исследовательский институт сердечно-сосудистой хирургии
- Детский спортивный интернат[укр.], г. Киев
- Ровенский Дворец пионеров и школьников[28][35]

### Работы находятся в галереях и частных коллекциях
- Мастерская Василия Поникарова[36], г. Одесса
- Коллекционер живописи Ив Муден (фр. Yves Mouden), г. Брест, Франция